# ATP Challenger Series 2015
El ATP Challenger Tour es el circuito profesional de tenis secundario organizado por la ATP. En 2015 el calendario del ATP Challenger Tour comprende aproximadamente 150 torneos, con premios que van desde U$ 40.000 hasta U$ 220.000, lo que representa un aumento del dinero del premio mínimo de $ 35.000.  Se trata de la 39 ª edición del ciclo de torneos challenger, y el sexto en el marco del nombre de Challenger tour.

## Distribución de puntos
Los puntos se otorgan de la siguiente manera:
| Categoría del torneo                                                 | Campeón | Finalista | Semifinalistas                       | Cuartos de final                     | 2.ª ronda                            | 1.ª ronda                            | Clasif.                              |
| -------------------------------------------------------------------- | ------- | --------- | ------------------------------------ | ------------------------------------ | ------------------------------------ | ------------------------------------ | ------------------------------------ |
| ATP Challenger Tour Finals                                           | RR+50   | RR+30     | 15 por partido ganado en round robin | 15 por partido ganado en round robin | 15 por partido ganado en round robin | 15 por partido ganado en round robin | 15 por partido ganado en round robin |
| Challenger $ 125,000 +H Challenger € 106,500+H                       | 125     | 75        | 45                                   | 25                                   | 10                                   | 0                                    | +5                                   |
| Challenger $ 125,000 o $ 100,000+H Challenger € 106,500 o € 85,000+H | 110     | 65        | 40                                   | 20                                   | 9                                    | 0                                    | +5                                   |
| Challenger $ 100,000 o $ 75,000+H Challenger € 85,000 o € 64,000+H   | 100     | 60        | 35                                   | 18                                   | 8                                    | 0                                    | +5                                   |
| Challenger $ 75,000 o $ 50,000+H Challenger € 64,000 o € 42,500+H    | 90      | 55        | 33                                   | 17                                   | 8                                    | 0                                    | +3                                   |
| Challenger $ 50,000 Challenger € 42,500                              | 80      | 48        | 29                                   | 15                                   | 7                                    | 0                                    | +5                                   |
| Challenger $ 40,000+H Challenger € 35,000+H                          | 80      | 48        | 29                                   | 15                                   | 6                                    | 0                                    | +3                                   |

## Programa de torneos

### Enero
| Semana de   | Torneo | Campeones                                                  | Finalista                          | Semifinal                           | Cuarto de final                                                        |
| ----------- | --- | ---------------------------------------------------------- | ---------------------------------- | ----------------------------------- | ---------------------------------------------------------------------- |
| 5 de enero  | Challenger BNP Paribas de Nouvelle-Calédonie Numea, Nueva Caledonia, Francia $75,000+H – Dura – 32S/32Q/16D Cuadro de individuales - Cuadro de dobles | Steve Darcis 6–3, 6–2                                      | Adrián Menéndez-Maceiras           | Adrian Mannarino Jimmy Wang         | Bradley Klahn David Guez Guilherme Clezar Chase Buchanan               |
| 5 de enero  | Challenger BNP Paribas de Nouvelle-Calédonie Numea, Nueva Caledonia, Francia $75,000+H – Dura – 32S/32Q/16D Cuadro de individuales - Cuadro de dobles | Austin Krajicek Tennys Sandgren 7–6(7–2), 6–7(5–7), [10–5] | Jarmere Jenkins Bradley Klahn      | Adrian Mannarino Jimmy Wang         | Bradley Klahn David Guez Guilherme Clezar Chase Buchanan               |
| 5 de enero  | City of Onkaparinga ATP Challenger Happy Valley, Australia $50,000 – Dura – 32S/24Q/16D Cuadro de individuales - Cuadro de dobles                     | Ryan Harrison 7–6(10–8), 6–4                               | Marcos Baghdatis                   | Alex Bolt Andrew Harris             | Maxime Authom Paul-Henri Mathieu Andréi Kuznetsov Aleksandr Nedoviesov |
| 5 de enero  | City of Onkaparinga ATP Challenger Happy Valley, Australia $50,000 – Dura – 32S/24Q/16D Cuadro de individuales - Cuadro de dobles                     | Andréi Kuznetsov Aleksandr Nedoviesov 7–5, 6–4             | Alex Bolt Andrew Whittington       | Alex Bolt Andrew Harris             | Maxime Authom Paul-Henri Mathieu Andréi Kuznetsov Aleksandr Nedoviesov |
| 12 de enero | Morocco Tennis Tour – Casablanca Casablanca, Marruecos €42,500 – Clay – 32S/23Q/16D Cuadro de individuales - Cuadro de dobles                         | Lamine Ouahab 6–0, 7–6(8–6)                                | Javier Martí                       | Guillaume Rufin Laslo Djere         | Rui Machado Adrian Ungur Maxime Teixeira Florent Serra                 |
| 12 de enero | Morocco Tennis Tour – Casablanca Casablanca, Marruecos €42,500 – Clay – 32S/23Q/16D Cuadro de individuales - Cuadro de dobles                         | Laurynas Grigelis Adrian Ungur 3–6, 6–2, [10–5]            | Flavio Cipolla Alessandro Motti    | Guillaume Rufin Laslo Djere         | Rui Machado Adrian Ungur Maxime Teixeira Florent Serra                 |
| 19 de enero | No hay torneos programados. | No hay torneos programados.                                | No hay torneos programados.        | No hay torneos programados.         | No hay torneos programados.                                            |
| 26 de enero | Claro Open Bucaramanga Bucaramanga, Colombia $50,000+H – Tierra batida – 32S/30Q/16D Cuadro de individuales- Cuadro de dobles                         | Daniel Gimeno-Traver 6–3, 1–6, 7–5                         | Gastão Elias                       | Jordi Samper-Montaña Facundo Bagnis | Gerald Melzer Alejandro Falla Andreas Haider-Maurer Victor Estrella    |
| 26 de enero | Claro Open Bucaramanga Bucaramanga, Colombia $50,000+H – Tierra batida – 32S/30Q/16D Cuadro de individuales- Cuadro de dobles                         | Guillermo Durán Andrés Molteni 7–5, 6–7(8), [10–0]         | Nicolás Barrientos Eduardo Struvay | Jordi Samper-Montaña Facundo Bagnis | Gerald Melzer Alejandro Falla Andreas Haider-Maurer Victor Estrella    |
| 26 de enero | Royal Lahaina Challenger Lahaina, Estados Unidos $50,000 – Dura – 32S/20Q/16D Cuadro de individuales - Cuadro de dobles                               | Jared Donaldson 6–1, 6–4                                   | Nicolas Meister                    | James McGee Bradley Klahn           | Takanyi Garanganga vs Stefan Kozlov D Novikov Sandro Ehrat             |
| 26 de enero | Royal Lahaina Challenger Lahaina, Estados Unidos $50,000 – Dura – 32S/20Q/16D Cuadro de individuales - Cuadro de dobles                               | Jared Donaldson Stefan Kozlov                              | Chase Buchanan Rhyne Williams      | James McGee Bradley Klahn           | Takanyi Garanganga vs Stefan Kozlov D Novikov Sandro Ehrat             |
| 26 de enero | Hong Kong ATP Challenger Hong Kong, Hong Kong $50,000 – Dura – 32S/27Q/16D Cuadro de individuales - Cuadro de dobles                                  | Kyle Edmund 6–1, 6–2                                       | Tatsuma Ito                        | Yoshihito Nishioka Chung Hyeon      | Saketh Myneni Niels Desein Blaž Kavčič Somdev Devvarman                |
| 26 de enero | Hong Kong ATP Challenger Hong Kong, Hong Kong $50,000 – Dura – 32S/27Q/16D Cuadro de individuales - Cuadro de dobles                                  | Hsieh Cheng-peng Yi Chu-Huan 6–4, 6–2                      | Saketh Myneni Sanam Singh          | Yoshihito Nishioka Chung Hyeon      | Saketh Myneni Niels Desein Blaž Kavčič Somdev Devvarman                |

### Febrero
| Semana de     | Torneo | Campeones                                                  | Finalista                         | Semifinal                              | Cuarto de final                                                         |
| ------------- | --- | ---------------------------------------------------------- | --------------------------------- | -------------------------------------- | ----------------------------------------------------------------------- |
| 2 de febrero  | RBC Tennis Championships of Dallas Dallas, Estados Unidos $100,000 – Dura (indoor) – 32S/32Q/16D Cuadro de individuales - Cuadro de dobles    | Tim Smyczek 6–2, 4–1 retiro                                | Rajeev Ram                        | Marco Trungelliti Teimuraz Gabashvili  | Alex Kuznetsov John-Patrick Smith Andréi Rubliov Guido Andreozzi        |
| 2 de febrero  | RBC Tennis Championships of Dallas Dallas, Estados Unidos $100,000 – Dura (indoor) – 32S/32Q/16D Cuadro de individuales - Cuadro de dobles    | Denís Molchanov Andréi Rubliov 6–4, 7–6(7–5)               | Hans Hach Verdugo Luis Patiño     | Marco Trungelliti Teimuraz Gabashvili  | Alex Kuznetsov John-Patrick Smith Andréi Rubliov Guido Andreozzi        |
| 2 de febrero  | McDonald's Burnie International Burnie, Australia $50,000 – Dura – 32S/27Q/16D Cuadro de individuales - Cuadro de dobles                      | Chung Hyeon 6–2, 7–5                                       | Alex Bolt                         | Benjamin Mitchell Matthew Barton       | Zhang Ze Bjorn Fratangelo Kyle Edmund Matthew Ebden                     |
| 2 de febrero  | McDonald's Burnie International Burnie, Australia $50,000 – Dura – 32S/27Q/16D Cuadro de individuales - Cuadro de dobles                      | Carsten Ball Matt Reid 7–5, 6–4                            | Radu Albot Matthew Ebden          | Benjamin Mitchell Matthew Barton       | Zhang Ze Bjorn Fratangelo Kyle Edmund Matthew Ebden                     |
| 2 de febrero  | Aegon GB Pro-Series Glasgow Glasgow, Reino Unido €42,500 – Dura (indoor) – 32S/32Q/16D Cuadro de individuales - Cuadro de dobles              | Niels Desein 7–6(7–4), 2–6, 7–6(7–4)                       | Ruben Bemelmans                   | Aleksandr Nedovyesov David Guez        | Daniel Cox Edward Corrie Roberto Marcora Maxime Authom                  |
| 2 de febrero  | Aegon GB Pro-Series Glasgow Glasgow, Reino Unido €42,500 – Dura (indoor) – 32S/32Q/16D Cuadro de individuales - Cuadro de dobles              | Wesley Koolhof Matwé Middelkoop 6–1, 6–4                   | Sergei Bubka Aleksandr Nedovyesov | Aleksandr Nedovyesov David Guez        | Daniel Cox Edward Corrie Roberto Marcora Maxime Authom                  |
| 9 de febrero  | Launceston International Launceston, Australia $50,000 – Dura – 32S/17Q/16D Cuadro de individuales - Cuadro de dobles                         | Bjorn Fratangelo 4–6, 6–2, 7–5                             | Chung Hyeon                       | Zhang Ze Jordan Thompson               | Bradley Klahn Jose Rubin Statham Harry Bourchier Benjamin Mitchell      |
| 9 de febrero  | Launceston International Launceston, Australia $50,000 – Dura – 32S/17Q/16D Cuadro de individuales - Cuadro de dobles                         | Radu Albot Mitchell Krueger 3–6, 7–5, [11-9]               | Adam Hubble Jose Rubin Statham    | Zhang Ze Jordan Thompson               | Bradley Klahn Jose Rubin Statham Harry Bourchier Benjamin Mitchell      |
| 9 de febrero  | Milex Open Santo Domingo, República Dominicana $50,000+H – Tierra batida (Verde) – 32S/20Q/16D Cuadro de individuales - Cuadro de dobles      | Damir Džumhur 7–5, 3–1 retiro                              | Renzo Olivo                       | Christian Garin Gastão Elias           | Nicolás Jarry Gerald Melzer Hugo Dellien Roberto Carballés Baena        |
| 9 de febrero  | Milex Open Santo Domingo, República Dominicana $50,000+H – Tierra batida (Verde) – 32S/20Q/16D Cuadro de individuales - Cuadro de dobles      | Roberto Maytín Hans Podlipnik-Castillo 6–3, 2–6, [10–4]    | Romain Arneodo Benjamin Balleret  | Christian Garin Gastão Elias           | Nicolás Jarry Gerald Melzer Hugo Dellien Roberto Carballés Baena        |
| 9 de febrero  | Trofeo Faip–Perrel Bergamo, Italia €42,500+H – Dura (indoor) – 32S/32Q/16D Cuadro de individuales - Cuadro de dobles                          | Benoît Paire 6–3, 7–6(7–3)                                 | Aleksandr Nedovyesov              | Iliá Marchenko Jürgen Zopp             | Daniel Brands Tim Pütz Farrukh Dustov Lucas Pouille                     |
| 9 de febrero  | Trofeo Faip–Perrel Bergamo, Italia €42,500+H – Dura (indoor) – 32S/32Q/16D Cuadro de individuales - Cuadro de dobles                          | Martin Emmrich Andreas Siljeström 6–4, 7–5                 | Błażej Koniusz Mateusz Kowalczyk  | Iliá Marchenko Jürgen Zopp             | Daniel Brands Tim Pütz Farrukh Dustov Lucas Pouille                     |
| 16 de febrero | Wrocław Open Breslavia, Polonia €85,000+H – Dura (indoor) – 32S/32Q/16D Cuadro de individuales - Cuadro de dobles                             | Farrukh Dustov 6–3, 6–4                                    | Mirza Bašić                       | Ričardas Berankis Steve Darcis         | Iliá Marchenko Jan Mertl Michael Berrer Konstantín Kravchuk             |
| 16 de febrero | Wrocław Open Breslavia, Polonia €85,000+H – Dura (indoor) – 32S/32Q/16D Cuadro de individuales - Cuadro de dobles                             | Philipp Petzschner Tim Pütz 7–6(7–4), 6–3                  | Frank Dancevic Andriej Kapaś      | Ričardas Berankis Steve Darcis         | Iliá Marchenko Jan Mertl Michael Berrer Konstantín Kravchuk             |
| 16 de febrero | Delhi Open New Delhi, India $100,000 – Dura – 32S/32Q/16D Cuadro de individuales - Cuadro de dobles                                           | Somdev Devvarman 3–6, 6–4, 6–0                             | Yuki Bhambri                      | Kimmer Coppejans Ruben Bemelmans       | Sanam Singh Saketh Myneni Luke Saville Radu Albot                       |
| 16 de febrero | Delhi Open New Delhi, India $100,000 – Dura – 32S/32Q/16D Cuadro de individuales - Cuadro de dobles                                           | Egor Gerasimov Aleksandr Kudriávtsev 6–7(5–7), 6–4, [10–6] | Riccardo Ghedin Toshihide Matsui  | Kimmer Coppejans Ruben Bemelmans       | Sanam Singh Saketh Myneni Luke Saville Radu Albot                       |
| 16 de febrero | Morelos Open Cuernavaca, México $75,000+H – Dura – 32S/32Q/16D Cuadro de individuales - Cuadro de dobles                                      | Víctor Estrella 7–5, 6–4                                   | Damir Džumhur                     | Gerald Melzer Adrián Menéndez-Maceiras | Dennis Novikov Daniel Nguyen Jason Jung Alejandro Falla                 |
| 16 de febrero | Morelos Open Cuernavaca, México $75,000+H – Dura – 32S/32Q/16D Cuadro de individuales - Cuadro de dobles                                      | Ruben Gonzales Darren Walsh 4–6, 6–3, [12–10]              | Emilio Gómez Roberto Maytín       | Gerald Melzer Adrián Menéndez-Maceiras | Dennis Novikov Daniel Nguyen Jason Jung Alejandro Falla                 |
| 23 de febrero | Challenger La Manche Cherbourg, Francia €42,500+H – Dura (indoor) – 32S/32Q/16D Cuadro de individuales - Cuadro de dobles                     | Norbert Gombos 6–1, 7–6(7–4)                               | Benoît Paire                      | Enzo Couacaud Maxime Authom            | Kenny de Schepper Andrea Arnaboldi Konstantín Kravchuk Maxime Teixeira  |
| 23 de febrero | Challenger La Manche Cherbourg, Francia €42,500+H – Dura (indoor) – 32S/32Q/16D Cuadro de individuales - Cuadro de dobles                     | Andreas Beck Jan Mertl 6–2, 3–6, [10–3]                    | Rameez Junaid Adil Shamasdin      | Enzo Couacaud Maxime Authom            | Kenny de Schepper Andrea Arnaboldi Konstantín Kravchuk Maxime Teixeira  |
| 23 de febrero | Shimadzu All Japan Indoor Tennis Championships Kioto, Japón $50,000+H – Dura (indoor) – 32S/32Q/16D Cuadro de individuales - Cuadro de dobles | Michał Przysiężny 6–3, 3–6, 6–3                            | John Millman                      | Andriej Kapaś Tatsuma Ito              | Go Soeda Yasutaka Uchiyama Hiroki Kondo Hiroki Moriya                   |
| 23 de febrero | Shimadzu All Japan Indoor Tennis Championships Kioto, Japón $50,000+H – Dura (indoor) – 32S/32Q/16D Cuadro de individuales - Cuadro de dobles | Benjamin Mitchell Jordan Thompson 6–3, 6–2                 | Go Soeda Yasutaka Uchiyama        | Andriej Kapaś Tatsuma Ito              | Go Soeda Yasutaka Uchiyama Hiroki Kondo Hiroki Moriya                   |
| 23 de febrero | Emami-SBI Kolkata Open ATP Challenger Tour Kolkata, India $50,000 – Dura – 32S/32Q/16D Cuadro de individuales - Cuadro de dobles              | Radu Albot 7–6(7–0), 6–1                                   | James Duckworth                   | Ruben Bemelmans Chen Ti                | Egor Gerasimov Richard Becker Ramkumar Ramanathan Aleksandr Kudriávtsev |
| 23 de febrero | Emami-SBI Kolkata Open ATP Challenger Tour Kolkata, India $50,000 – Dura – 32S/32Q/16D Cuadro de individuales - Cuadro de dobles              | Somdev Devvarman Jeevan Nedunchezhiyan Walkover            | James Duckworth Luke Saville      | Ruben Bemelmans Chen Ti                | Egor Gerasimov Richard Becker Ramkumar Ramanathan Aleksandr Kudriávtsev |

### Marzo
| Semana de   | Torneo | Campeones                                             | Finalista                          | Semifinal                               | Cuarto de final                                                                  |
| ----------- | --- | ----------------------------------------------------- | ---------------------------------- | --------------------------------------- | -------------------------------------------------------------------------------- |
| 2 de marzo  | Open BNP Paribas Banque de Bretagne Quimper, Francia €42,500+H – Dura (indoor) – 32S/32Q/16D Cuadro de individuales - Cuadro de dobles | Benoît Paire 6–4, 3–6, 6–4                            | Grégoire Barrère                   | Farrukh Dustov David Guez               | Maxime Teixeira Maxime Authom Iliá Marchenko Edward Corrie                       |
| 2 de marzo  | Open BNP Paribas Banque de Bretagne Quimper, Francia €42,500+H – Dura (indoor) – 32S/32Q/16D Cuadro de individuales - Cuadro de dobles | Flavio Cipolla Dominik Meffert 3–6, 7–6(7–5), [10–8]  | Martin Emmrich Andreas Siljeström  | Farrukh Dustov David Guez               | Maxime Teixeira Maxime Authom Iliá Marchenko Edward Corrie                       |
| 9 de marzo  | ATP Challenger Guangzhou Guangzhou, China $50,000+H – Dura – 32S/32Q/16D Cuadro de individuales - Cuadro de dobles                     | Kimmer Coppejans 7–6(8–6), 5–7, 6–1                   | Roberto Marcora                    | Márton Fucsovics Chung Hyeon            | Zhang Ze Aldin Šetkić Tristan Lamasine Roberto Carballés Baena                   |
| 9 de marzo  | ATP Challenger Guangzhou Guangzhou, China $50,000+H – Dura – 32S/32Q/16D Cuadro de individuales - Cuadro de dobles                     | Daniel Muñoz de la Nava Aleksandr Nedovyesov 6–2, 7–5 | Fabrice Martin Purav Raja          | Márton Fucsovics Chung Hyeon            | Zhang Ze Aldin Šetkić Tristan Lamasine Roberto Carballés Baena                   |
| 9 de marzo  | Challenger ATP Cachantún Cup Santiago, Chile $40,000+H – Tierra batida – 32S/32Q/16D Cuadro de individuales - Cuadro de dobles         | Facundo Bagnis 6–2, 5–7, 6–2                          | Guilherme Clezar                   | Jordi Samper-Montaña Alejandro González | Rubén Ramírez Hidalgo Caio Zampieri Máximo González Juan Ignacio Londero         |
| 9 de marzo  | Challenger ATP Cachantún Cup Santiago, Chile $40,000+H – Tierra batida – 32S/32Q/16D Cuadro de individuales - Cuadro de dobles         | Andrés Molteni Guido Pella 7–6(9–7), 3–6, [10–4]      | Andrea Collarini Máximo González   | Jordi Samper-Montaña Alejandro González | Rubén Ramírez Hidalgo Caio Zampieri Máximo González Juan Ignacio Londero         |
| 16 de marzo | Irving Tennis Classic Irving, Estados Unidos $125,000+H – Dura – 32S/32Q/16D Cuadro de individuales - Cuadro de dobles                 | Aljaž Bedene 7–6(7–3), 3–6, 6–3                       | Tim Smyczek                        | Kyle Edmund Gilles Müller               | Steve Darcis Marcos Baghdatis Benjamin Becker Alexander Zverev                   |
| 16 de marzo | Irving Tennis Classic Irving, Estados Unidos $125,000+H – Dura – 32S/32Q/16D Cuadro de individuales - Cuadro de dobles                 | Robert Lindstedt Sergui Stajovski 6–4, 6–4            | Benjamin Becker Philipp Petzschner | Kyle Edmund Gilles Müller               | Steve Darcis Marcos Baghdatis Benjamin Becker Alexander Zverev                   |
| 16 de marzo | Gemdale ATP Challenger Shenzhen, China $75,000+H – Dura – 32S/32Q/16D Cuadro de individuales - Cuadro de dobles                        | Blaž Kavčič 7–5, 6–4                                  | André Ghem                         | Daniel Muñoz de la Nava Sanam Singh     | Tristan Lamasine Uladzimir Ignatik Aleksandr Kudriávtsev Aleksandr Nedoviesov    |
| 16 de marzo | Gemdale ATP Challenger Shenzhen, China $75,000+H – Dura – 32S/32Q/16D Cuadro de individuales - Cuadro de dobles                        | Gero Kretschmer Alexander Satschko 6–1, 3–6, [10–2]   | Saketh Myneni Divij Sharan         | Daniel Muñoz de la Nava Sanam Singh     | Tristan Lamasine Uladzimir Ignatik Aleksandr Kudriávtsev Aleksandr Nedoviesov    |
| 16 de marzo | Drummondville Challenger Drummondville, Canadá $50 000+H – Dura (indoor) – 32S/32Q/16D Cuadro de individuales - Cuadro de dobles       | John-Patrick Smith 6–7(11–13), 7–6(7–3), 7–5          | Frank Dancevic                     | Germain Gigounon Dimitar Kutrovsky      | Kevin King Jarmere Jenkins Matteo Donati Alex Kuznetsov                          |
| 16 de marzo | Drummondville Challenger Drummondville, Canadá $50 000+H – Dura (indoor) – 32S/32Q/16D Cuadro de individuales - Cuadro de dobles       | Philip Bester Chris Guccione 6–4, 7–6(8–6)            | Frank Dancevic Frank Moser         | Germain Gigounon Dimitar Kutrovsky      | Kevin King Jarmere Jenkins Matteo Donati Alex Kuznetsov                          |
| 16 de marzo | Kazan Kremlin Cup Kazán, Rusia $40,000+H – Dura (indoor) – 32S/32Q/16D Cuadro de individuales - Cuadro de dobles                       | Aslán Karatsev 6–4, 4–6, 6–3                          | Konstantín Kravchuk                | Adrian Sikora Yuki Bhambri              | Marsel İlhan Michał Przysiężny Andrea Arnaboldi Yevgueni Donskói                 |
| 16 de marzo | Kazan Kremlin Cup Kazán, Rusia $40,000+H – Dura (indoor) – 32S/32Q/16D Cuadro de individuales - Cuadro de dobles                       | Mijaíl Yelguin Igor Zelenay 6–3, 6–3                  | Andrea Arnaboldi Matteo Viola      | Adrian Sikora Yuki Bhambri              | Marsel İlhan Michał Przysiężny Andrea Arnaboldi Yevgueni Donskói                 |
| 23 de marzo | No hay torneos programados. | No hay torneos programados.                           | No hay torneos programados.        | No hay torneos programados.             | No hay torneos programados.                                                      |
| 30 de marzo | Ra'anana Challenger Ra'anana, Israel $125,000 – Dura – 32S/32Q/16D Cuadro de individuales - Cuadro de dobles                           | Nikoloz Basilashvili 4–6, 6–4, 6–3                    | Lukáš Lacko                        | Radu Albot Michael Berrer               | Yevgueni Donskói Blaž Rola Marsel İlhan Laslo Djere                              |
| 30 de marzo | Ra'anana Challenger Ra'anana, Israel $125,000 – Dura – 32S/32Q/16D Cuadro de individuales - Cuadro de dobles                           | Mate Pavić Michael Venus 6–1, 6–4                     | Rameez Junaid Adil Shamasdin       | Radu Albot Michael Berrer               | Yevgueni Donskói Blaž Rola Marsel İlhan Laslo Djere                              |
| 30 de marzo | Open Guadeloupe Le Gosier, Guadalupe $100,000+H – Dura – 32S/32Q/16D Cuadro de individuales - Cuadro de dobles                         | Ruben Bemelmans 7–6(8–6), 6–3                         | Édouard Roger-Vasselin             | Kyle Edmund Henrique Cunha              | Omar Jasika Benoît Paire André Ghem John-Patrick Smith                           |
| 30 de marzo | Open Guadeloupe Le Gosier, Guadalupe $100,000+H – Dura – 32S/32Q/16D Cuadro de individuales - Cuadro de dobles                         | James Cerretani Antal van der Duim 6–1, 6–3           | Wesley Koolhof Matwé Middelkoop    | Kyle Edmund Henrique Cunha              | Omar Jasika Benoît Paire André Ghem John-Patrick Smith                           |
| 30 de marzo | San Luis Potosí Challenger San Luis Potosí, México $50,000+H – Tierra batida – 32S/32Q/16D Cuadro de individuales - Cuadro de dobles   | Guido Pella 6–3, 6–3                                  | James McGee                        | James Duckworth Paolo Lorenzi           | Teimuraz Gabashvili Adrián Menéndez-Maceiras Andrés Molteni Juan Ignacio Londero |
| 30 de marzo | San Luis Potosí Challenger San Luis Potosí, México $50,000+H – Tierra batida – 32S/32Q/16D Cuadro de individuales - Cuadro de dobles   | Guillermo Durán Horacio Zeballos 7–6(7–4), 6–4        | Sergio Galdós Guido Pella          | James Duckworth Paolo Lorenzi           | Teimuraz Gabashvili Adrián Menéndez-Maceiras Andrés Molteni Juan Ignacio Londero |

### Abril
| Semana de   | Torneo | Campeones                                                      | Finalista                                   | Semifinal                                     | Cuarto de final                                                              |
| ----------- | --- | -------------------------------------------------------------- | ------------------------------------------- | --------------------------------------------- | ---------------------------------------------------------------------------- |
| 6 de abril  | Tennis Napoli Cup Nápoles, Italia €106,500+H – Tierra batida – 32S/32Q/16D Cuadro de individuales – Cuadro de dobles                              | Daniel Muñoz de la Nava 6–2, 6–1                               | Matteo Donati                               | Marco Cecchinato Thomas Fabbiano              | Andrea Arnaboldi Gianluigi Quinzi Nikoloz Basilashvili Rubén Ramírez Hidalgo |
| 6 de abril  | Tennis Napoli Cup Nápoles, Italia €106,500+H – Tierra batida – 32S/32Q/16D Cuadro de individuales – Cuadro de dobles                              | Ilija Bozoljac Filip Krajinović 6–1, 6–2                       | Nikoloz Basilashvili Alexander Bury         | Marco Cecchinato Thomas Fabbiano              | Andrea Arnaboldi Gianluigi Quinzi Nikoloz Basilashvili Rubén Ramírez Hidalgo |
| 6 de abril  | Challenger Ficrea León, México $75,000+H – Dura – 32S/32Q/16D Cuadro de individuales – Cuadro de dobles                                           | Austin Krajicek 6–7(3–7), 7–6(7–5), 6–4                        | Adrián Menéndez-Maceiras                    | Horacio Zeballos Alejandro Falla              | Gerald Melzer Daniel Nguyen Adam El Mihdawy Giovanni Lapentti                |
| 6 de abril  | Challenger Ficrea León, México $75,000+H – Dura – 32S/32Q/16D Cuadro de individuales – Cuadro de dobles                                           | Austin Krajicek Rajeev Ram 6–2, 7–5                            | Guillermo Durán Horacio Zeballos            | Horacio Zeballos Alejandro Falla              | Gerald Melzer Daniel Nguyen Adam El Mihdawy Giovanni Lapentti                |
| 6 de abril  | Batman Cup Batman, Turquía €42,500 – Dura – 32S/32Q/16D Cuadro de individuales – Cuadro de dobles                                                 | Dudi Sela 6–7(5–7), 6–3, 6–3                                   | Blaž Kavčič                                 | Hiroki Moriya Saketh Myneni                   | Radu Albot Matthew Ebden Nikola Milojević Mirza Bašić                        |
| 6 de abril  | Batman Cup Batman, Turquía €42,500 – Dura – 32S/32Q/16D Cuadro de individuales – Cuadro de dobles                                                 | Aslán Karatsev Yaraslav Shyla 7–6(7–4), 4–6, [10–5]            | Mate Pavić Michael Venus                    | Hiroki Moriya Saketh Myneni                   | Radu Albot Matthew Ebden Nikola Milojević Mirza Bašić                        |
| 6 de abril  | Open Harmonie mutuelle Saint-Brieuc, Francia €35,000+H – Dura (i) – 32S/32Q/16D Cuadro de individuales – Cuadro de dobles                         | Nicolas Mahut 3–6, 7–6(7–3), 6–4                               | Yūichi Sugita                               | Lucas Pouille Constant Lestienne              | Nikola Mektić Remi Boutillier Vincent Millot Jesse Huta Galung               |
| 6 de abril  | Open Harmonie mutuelle Saint-Brieuc, Francia €35,000+H – Dura (i) – 32S/32Q/16D Cuadro de individuales – Cuadro de dobles                         | Grégoire Burquier Alexandre Sidorenko 6–2, 7–5                 | Ruben Gonzales Darren Walsh                 | Lucas Pouille Constant Lestienne              | Nikola Mektić Remi Boutillier Vincent Millot Jesse Huta Galung               |
| 13 de abril | Sarasota Open Sarasota, Estados Unidos $100,000 – Tierra batida (verde) – 32S/32Q/16D Cuadro de individuales – Cuadro de dobles                   | Federico Delbonis 6–4, 6–2                                     | Facundo Bagnis                              | Chase Buchanan Renzo Olivo                    | James McGee Frances Tiafoe Jason Kubler Jared Donaldson                      |
| 13 de abril | Sarasota Open Sarasota, Estados Unidos $100,000 – Tierra batida (verde) – 32S/32Q/16D Cuadro de individuales – Cuadro de dobles                   | Facundo Argüello Facundo Bagnis 3–6, 6–2, [13–11]              | Chung Hyeon Divij Sharan                    | Chase Buchanan Renzo Olivo                    | James McGee Frances Tiafoe Jason Kubler Jared Donaldson                      |
| 13 de abril | Mersin Cup Mersin, Turquía €42,500 – Tierra batida – 32S/32Q/16D Cuadro de individuales – Cuadro de dobles                                        | Kimmer Coppejans 6-2, 6-2                                      | Marsel İlhan                                | Filip Krajinović Iñigo Cervantes Huegun       | Constant Lestienne Victor Hănescu Taro Daniel Antonio Veić                   |
| 13 de abril | Mersin Cup Mersin, Turquía €42,500 – Tierra batida – 32S/32Q/16D Cuadro de individuales – Cuadro de dobles                                        | Mate Pavić Michael Venus 5–7, 6–3, [10–4]                      | Riccardo Ghedin Ramkumar Ramanathan         | Filip Krajinović Iñigo Cervantes Huegun       | Constant Lestienne Victor Hănescu Taro Daniel Antonio Veić                   |
| 20 de abril | Jalisco Open Guadalajara, México $100,000+H – Dura – 32S/32Q/16D Cuadro de individuales – Cuadro de dobles                                        | Rajeev Ram 6-1, 6-2                                            | Jason Jung                                  | Kevin King Connor Smith                       | Adrián Menéndez-Maceiras Marcelo Arévalo Adam El Mihdawy John-Patrick Smith  |
| 20 de abril | Jalisco Open Guadalajara, México $100,000+H – Dura – 32S/32Q/16D Cuadro de individuales – Cuadro de dobles                                        | Austin Krajicek Rajeev Ram 7-5, 4-6, [10-6]                    | Marcelo Demoliner Miguel Ángel Reyes-Varela | Kevin King Connor Smith                       | Adrián Menéndez-Maceiras Marcelo Arévalo Adam El Mihdawy John-Patrick Smith  |
| 20 de abril | Campeonato Internacional de Santos Santos, Brasil $50,000 – Tierra batida – 32S/32Q/16D Cuadro de individuales – Cuadro de dobles                 | Blaž Rola 6-3, 3-6, 6-3                                        | Germain Gigounon                            | Orlando Luz Guido Pella                       | Agustín Velotti André Ghem Andrés Molteni Pedro Sakamoto                     |
| 20 de abril | Campeonato Internacional de Santos Santos, Brasil $50,000 – Tierra batida – 32S/32Q/16D Cuadro de individuales – Cuadro de dobles                 | Máximo González Roberto Maytin 6-4, 7-6(7-4)                   | Andrés Molteni Guido Pella                  | Orlando Luz Guido Pella                       | Agustín Velotti André Ghem Andrés Molteni Pedro Sakamoto                     |
| 20 de abril | Savannah Challenger Savannah, Estados Unidos $50,000 – Tierra batida (verde) – 32S/32Q/16D Cuadro de individuales – Cuadro de dobles              | Chung Hyeon 6–3, 6–2                                           | James McGee                                 | Frances Tiafoe Bjorn Fratangelo               | Tim Smyczek Mitchell Krueger Gastao Elias Jared Donaldson                    |
| 20 de abril | Savannah Challenger Savannah, Estados Unidos $50,000 – Tierra batida (verde) – 32S/32Q/16D Cuadro de individuales – Cuadro de dobles              | Guillermo Durán Horacio Zeballos 6-4, 6-3                      | Dennis Novikov Julio Peralta                | Frances Tiafoe Bjorn Fratangelo               | Tim Smyczek Mitchell Krueger Gastao Elias Jared Donaldson                    |
| 20 de abril | Citta' di Vercelli – Trofeo Multimed Vercelli, Italia €42,500 – Tierra batida – 32S/32Q/16D Cuadro de individuales – Cuadro de dobles             | Taro Daniel 6-3, 1-6, 6-4                                      | Filippo Volandri                            | Rubén Ramírez Hidalgo Marco Cecchinato        | Antonio Veić Kyle Edmund Salvatore Caruso Arthur De Greef                    |
| 20 de abril | Citta' di Vercelli – Trofeo Multimed Vercelli, Italia €42,500 – Tierra batida – 32S/32Q/16D Cuadro de individuales – Cuadro de dobles             | Andrea Arnaboldi Hans Podlipnik-Castillo 6-7(5.7), 7-5, [10-3] | Serguéi Betov Mijaíl Yelguin                | Rubén Ramírez Hidalgo Marco Cecchinato        | Antonio Veić Kyle Edmund Salvatore Caruso Arthur De Greef                    |
| 27 de abril | Santaizi ATP Challenger Taipei City, Taiwán $75,000+H – Carpet (i) – 32S/32Q/16D Cuadro de individuales – Cuadro de dobles                        | Sam Groth 6-7(5–7), 6-4, 7-6(7–3)                              | Konstantín Kravchuk                         | Matthew Ebden Yuki Bhambri                    | Lu Yen-hsun Iliá Marchenko Go Soeda Tatsuma Ito                              |
| 27 de abril | Santaizi ATP Challenger Taipei City, Taiwán $75,000+H – Carpet (i) – 32S/32Q/16D Cuadro de individuales – Cuadro de dobles                        | Matthew Ebden Wang Chieh-fu 6–1, 6–4                           | Sanchai Ratiwatana Sonchat Ratiwatana       | Matthew Ebden Yuki Bhambri                    | Lu Yen-hsun Iliá Marchenko Go Soeda Tatsuma Ito                              |
| 27 de abril | ATP China International Tennis Challenge Anning, China $50,000+H – Tierra batida – 32S/32Q/16D Cuadro de individuales – Cuadro de dobles          | Franko Škugor 7–5, 6–2                                         | Gavin Van Peperzeel                         | Grega Žemlja Yang Tsung-hua                   | James Duckworth Wu Di Lee Duck-hee Bai Yan                                   |
| 27 de abril | ATP China International Tennis Challenge Anning, China $50,000+H – Tierra batida – 32S/32Q/16D Cuadro de individuales – Cuadro de dobles          | Bai Yan Wu Di 6–3, 6–4                                         | Karunuday Singh Andrew Whittington          | Grega Žemlja Yang Tsung-hua                   | James Duckworth Wu Di Lee Duck-hee Bai Yan                                   |
| 27 de abril | São Paulo Challenger de Tênis São Paulo, Brasil $50,000 – Tierra batida – 32S/32Q/16D Cuadro de individuales – Cuadro de dobles                   | Guido Pella 7–5, 7–6(7–1)                                      | Christian Lindell                           | Guido Andreozzi José Hernández                | Germain Gigounon Gonzalo Lama Orlando Luz Rogério Dutra Silva                |
| 27 de abril | São Paulo Challenger de Tênis São Paulo, Brasil $50,000 – Tierra batida – 32S/32Q/16D Cuadro de individuales – Cuadro de dobles                   | Chase Buchanan Blaž Rola 6–4, 6–4                              | Guido Andreozzi Sergio Galdós               | Guido Andreozzi José Hernández                | Germain Gigounon Gonzalo Lama Orlando Luz Rogério Dutra Silva                |
| 27 de abril | Tallahassee Tennis Challenger Tallahassee, Estados Unidos $50,000 – Tierra batida (verde) – 32S/32Q/16D Cuadro de individuales – Cuadro de dobles | Facundo Argüello 2–6, 7–6(7–5), 6–4                            | Frances Tiafoe                              | Tennys Sandgren Jared Donaldson               | Emilio Gómez Bjorn Fratangelo Vincent Millot Mitchell Krueger                |
| 27 de abril | Tallahassee Tennis Challenger Tallahassee, Estados Unidos $50,000 – Tierra batida (verde) – 32S/32Q/16D Cuadro de individuales – Cuadro de dobles | Dennis Novikov Julio Peralta 6–2, 6–4                          | Somdev Devvarman Sanam Singh                | Tennys Sandgren Jared Donaldson               | Emilio Gómez Bjorn Fratangelo Vincent Millot Mitchell Krueger                |
| 27 de abril | ATP Challenger Torino Turín, Italia €42,500+H – Tierra batida – 32S/32Q/16D Cuadro de individuales – Cuadro de dobles                             | Marco Cecchinato 6–2, 6–3                                      | Kimmer Coppejans                            | Maxime Hamou Adrian Ungur                     | Jesse Huta Galung Aslán Karatsev Kyle Edmund Gianluca Naso                   |
| 27 de abril | ATP Challenger Torino Turín, Italia €42,500+H – Tierra batida – 32S/32Q/16D Cuadro de individuales – Cuadro de dobles                             | Wesley Koolhof Matwé Middelkoop 4–6, 6–3, [10–5]               | Dino Marcan Antonio Šančić                  | Maxime Hamou Adrian Ungur                     | Jesse Huta Galung Aslán Karatsev Kyle Edmund Gianluca Naso                   |
| 27 de abril | Prosperita Open Ostrava, República Checa €42,500 – Tierra batida – 32S/32Q/16D Cuadro de individuales – Cuadro de dobles                          | Iñigo Cervantes 7–6(7–5), 6–4                                  | Adam Pavlásek                               | Daniel Muñoz de la Nava Rubén Ramírez Hidalgo | Lucas Pouille Hans Podlipnik-Castillo Jozef Kovalík Andrej Martin            |
| 27 de abril | Prosperita Open Ostrava, República Checa €42,500 – Tierra batida – 32S/32Q/16D Cuadro de individuales – Cuadro de dobles                          | Andrej Martin Hans Podlipnik-Castillo 4–6, 7–5, [10–1]         | Roman Jebavý Jan Šátral                     | Daniel Muñoz de la Nava Rubén Ramírez Hidalgo | Lucas Pouille Hans Podlipnik-Castillo Jozef Kovalík Andrej Martin            |

### Mayo
| Semana de  | Torneo | Campeones                                                   | Finalista                        | Semifinal                             | Cuarto de final                                                    |
| ---------- | --- | ----------------------------------------------------------- | -------------------------------- | ------------------------------------- | ------------------------------------------------------------------ |
| 4 de mayo  | Busan Open Busan, Corea de sur $100,000+H – Dura – 32S/32Q/16D Cuadro de individuales – Cuadro de dobles                                   | Chung Hyeon 6–3, 6–1                                        | Lukáš Lacko                      | Grega Žemlja Zhang Ze                 | Nam Ji-sung Frederik Nielsen Go Soeda Franco Škugor                |
| 4 de mayo  | Busan Open Busan, Corea de sur $100,000+H – Dura – 32S/32Q/16D Cuadro de individuales – Cuadro de dobles                                   | Sanchai Ratiwatana Sonchat Ratiwatana 7–6(7–2), 3–6, [10–7] | Nam Ji-sung Song Min-kyu         | Grega Žemlja Zhang Ze                 | Nam Ji-sung Frederik Nielsen Go Soeda Franco Škugor                |
| 4 de mayo  | Open du Pays d'Aix Aix-en-Provence, Francia €64,000+H – Tierra batida – 32S/32Q/16D Cuadro de individuales – Cuadro de dobles              | Robin Haase 7–6(7–1), 6–2                                   | Paul-Henri Mathieu               | Alexander Zverev Malek Jaziri         | John Millman André Ghem Jonathan Eysseric Laurent Rochette         |
| 4 de mayo  | Open du Pays d'Aix Aix-en-Provence, Francia €64,000+H – Tierra batida – 32S/32Q/16D Cuadro de individuales – Cuadro de dobles              | Robin Haase Aisam-ul-Haq Qureshi 6–1, 6–2                   | Nicholas Monroe Artem Sitak      | Alexander Zverev Malek Jaziri         | John Millman André Ghem Jonathan Eysseric Laurent Rochette         |
| 4 de mayo  | Seguros Bolívar Open Cali Cali, Colombia $50,000+H – Clay – 32S/25Q/16D Cuadro de masculino – dobles masculino                             | Fernando Romboli 4–6, 6–3, 6–2                              | Giovanni Lapentti                | Nicolás Barrientos Nicolás Jarry      | Blaž Rola Marcelo Arévalo José Hernández Gonzalo Lama              |
| 4 de mayo  | Seguros Bolívar Open Cali Cali, Colombia $50,000+H – Clay – 32S/25Q/16D Cuadro de masculino – dobles masculino                             | Marcelo Demoliner Miguel Ángel Reyes-Varela 6–1, 6–2        | Emilio Gómez Roberto Maytín      | Nicolás Barrientos Nicolás Jarry      | Blaž Rola Marcelo Arévalo José Hernández Gonzalo Lama              |
| 4 de mayo  | Karshi Challenger Qarshi, Uzbekistán $50,000+H – Dura – 32S/32Q/16D Cuadro de individuales – Cuadro de dobles                              | Teimuraz Gabashvili 5–2 retiro                              | Yevgueni Donskói                 | Aslán Karatsev Matthew Ebden          | Yuki Bhambri Riccardo Ghedin Adrián Menéndez-Maceiras Aldin Šetkić |
| 4 de mayo  | Karshi Challenger Qarshi, Uzbekistán $50,000+H – Dura – 32S/32Q/16D Cuadro de individuales – Cuadro de dobles                              | Yuki Bhambri Adrián Menéndez-Maceiras 5–7, 6–3, [10–8]      | Serguéi Betov Mijaíl Yelguin     | Aslán Karatsev Matthew Ebden          | Yuki Bhambri Riccardo Ghedin Adrián Menéndez-Maceiras Aldin Šetkić |
| 4 de mayo  | Rome Open Roma, Italia €42,500+H – Tierra batida – 32S/32Q/16D Cuadro de individuales – Cuadro de dobles                                   | Aljaž Bedene 7–5, 6–2                                       | Adam Pavlásek                    | Potito Starace Marco Cecchinato       | Taro Daniel Kyle Edmund Adrian Ungur Dustin Brown                  |
| 4 de mayo  | Rome Open Roma, Italia €42,500+H – Tierra batida – 32S/32Q/16D Cuadro de individuales – Cuadro de dobles                                   | Dustin Brown František Čermák 6–1, 6–2                      | Andrés Molteni Marco Trungelliti | Potito Starace Marco Cecchinato       | Taro Daniel Kyle Edmund Adrian Ungur Dustin Brown                  |
| 11 de mayo | BNP Paribas Primrose Bordeaux Bordeaux, Francia €85,000+H – Tierra batida – 32S/32Q/16D Cuadro de individuales – Cuadro de dobles          | Thanasi Kokkinakis 6–4, 1–6, 7–6(7–5)                       | Thiemo de Bakker                 | Jonathan Eysseric Jürgen Zopp         | Norbert Gombos Lucas Pouille André Ghem Roberto Carballés Baena    |
| 11 de mayo | BNP Paribas Primrose Bordeaux Bordeaux, Francia €85,000+H – Tierra batida – 32S/32Q/16D Cuadro de individuales – Cuadro de dobles          | Thiemo de Bakker Robin Haase 6–3, 7–5                       | Lucas Pouille Sergui Stajovski   | Jonathan Eysseric Jürgen Zopp         | Norbert Gombos Lucas Pouille André Ghem Roberto Carballés Baena    |
| 11 de mayo | Heilbronner Neckarcup Heilbronn, Alemania €42,500+H – Tierra batida – 32S/32Q/16D Cuadro de individuales – Cuadro de dobles                | Alexander Zverev 6–1, 7–6(9–7)                              | Guido Pella                      | Yoshihito Nishioka Jan-Lennard Struff | Andreas Beck Jozef Kovalík Bjorn Fratangelo Matthias Bachinger     |
| 11 de mayo | Heilbronner Neckarcup Heilbronn, Alemania €42,500+H – Tierra batida – 32S/32Q/16D Cuadro de individuales – Cuadro de dobles                | Mateusz Kowalczyk Igor Zelenay 6–4, 6–3                     | Dominik Meffert Tim Pütz         | Yoshihito Nishioka Jan-Lennard Struff | Andreas Beck Jozef Kovalík Bjorn Fratangelo Matthias Bachinger     |
| 11 de mayo | Samarkand Challenger Samarkand, Uzbekistán $50,000+H – Tierra batida – 32S/32Q/16D Cuadro de individuales – Cuadro de dobles               | Teimuraz Gabashvili 6–3, 6–1                                | Yuki Bhambri                     | Matthew Ebden Saketh Myneni           | Liam Broady Boy Westerhof Adrián Menéndez-Maceiras Brydan Klein    |
| 11 de mayo | Samarkand Challenger Samarkand, Uzbekistán $50,000+H – Tierra batida – 32S/32Q/16D Cuadro de individuales – Cuadro de dobles               | Serguéi Betov Mijaíl Yelguin 6–4, 6–3                       | Laslo Djere Peđa Krstin          | Matthew Ebden Saketh Myneni           | Liam Broady Boy Westerhof Adrián Menéndez-Maceiras Brydan Klein    |
| 11 de mayo | Lecoq Seoul Open Seoul, Corea de sur $50,000 – Dura – 32S/32Q/16D Cuadro de individuales – Cuadro de dobles                                | Go Soeda 3–6, 6–3, 6–3                                      | Chung Hyeon                      | Lu Yen-hsun Zhang Ze                  | Wu Di Denis Kudla Dimitar Kutrovsky Lee Duck-hee                   |
| 11 de mayo | Lecoq Seoul Open Seoul, Corea de sur $50,000 – Dura – 32S/32Q/16D Cuadro de individuales – Cuadro de dobles                                | Gong Maoxin Peng Hsien-yin 6–4, 7–5                         | Lee Hyung-taik Danai Udomchoke   | Lu Yen-hsun Zhang Ze                  | Wu Di Denis Kudla Dimitar Kutrovsky Lee Duck-hee                   |
| 18 de mayo | Eskişehir Cup Eskişehir, Turquía €42,500 – Dura – 32S/32Q/16D Cuadro de individuales – Cuadro de dobles                                    | Paolo Lorenzi 7–6(7–4), 7–6(7–5)                            | Íñigo Cervantes                  | Remi Boutillier Yannick Jankovits     | Matthew Ebden Peđa Krstin Marco Chiudinelli Adrien Bossel          |
| 18 de mayo | Eskişehir Cup Eskişehir, Turquía €42,500 – Dura – 32S/32Q/16D Cuadro de individuales – Cuadro de dobles                                    | Serguéi Betov Mijaíl Yelguin 6–4, 6–7(2–7), [10–7]          | Chen Ti Ruan Roelofse            | Remi Boutillier Yannick Jankovits     | Matthew Ebden Peđa Krstin Marco Chiudinelli Adrien Bossel          |
| 25 de mayo | Internazionali di Tennis Citta' di Vicenza Vicenza, Italia €42,500 – Tierra batida – 32S/32Q/16D Cuadro de individuales – Cuadro de dobles | Íñigo Cervantes 6–4, 6–2                                    | John Millman                     | Thiemo de Bakker Bjorn Fratangelo     | Facundo Bagnis Pedro Cachín Guido Pella Guido Andreozzi            |
| 25 de mayo | Internazionali di Tennis Citta' di Vicenza Vicenza, Italia €42,500 – Tierra batida – 32S/32Q/16D Cuadro de individuales – Cuadro de dobles | Facundo Bagnis Guido Pella 6–2, 6–4                         | Salvatore Caruso Federico Gaio   | Thiemo de Bakker Bjorn Fratangelo     | Facundo Bagnis Pedro Cachín Guido Pella Guido Andreozzi            |

### Junio
| Semana de   | Torneo | Campeones                                           | Finalista                                | Semifinal                             | Cuarto de final                                                                     |
| ----------- | --- | --------------------------------------------------- | ---------------------------------------- | ------------------------------------- | ----------------------------------------------------------------------------------- |
| 1 de junio  | UniCredit Czech Open Prostějov, República Checa €106,500+H – Tierra batida – 32S/32Q/16D Cuadro de individuales – Cuadro de dobles    | Jiří Veselý 6–4, 6–2                                | Laslo Djere                              | João Souza Uladzimir Ignatik          | Dušan Lajović Marcel Granollers André Ghem Filip Krajinović                         |
| 1 de junio  | UniCredit Czech Open Prostějov, República Checa €106,500+H – Tierra batida – 32S/32Q/16D Cuadro de individuales – Cuadro de dobles    | Julian Knowle Philipp Oswald 4–6, 6–3, [11–9]       | Mateusz Kowalczyk Igor Zelenay           | João Souza Uladzimir Ignatik          | Dušan Lajović Marcel Granollers André Ghem Filip Krajinović                         |
| 1 de junio  | Franken Challenge Fürth, Alemania €35,000+H – Tierra batida – 32S/32Q/16D Cuadro de individuales – Cuadro de dobles                   | Taro Daniel 6–3, 6–0                                | Albert Montañés                          | Albert Ramos Blaž Rola                | Íñigo Cervantes Elias Ymer Horacio Zeballos Lorenzo Giustino                        |
| 1 de junio  | Franken Challenge Fürth, Alemania €35,000+H – Tierra batida – 32S/32Q/16D Cuadro de individuales – Cuadro de dobles                   | Guillermo Durán Horacio Zeballos 6–1, 6–3           | Íñigo Cervantes Renzo Olivo              | Albert Ramos Blaž Rola                | Íñigo Cervantes Elias Ymer Horacio Zeballos Lorenzo Giustino                        |
| 1 de junio  | Gimcheon Open ATP Challenger Gimcheon, Corea de sur $50,000+H – Dura – 32S/32Q/16D Cuadro de individuales – Cuadro de dobles          | Alexander Sarkissian 7–6(7–5), 6–4                  | Connor Smith                             | Kim Cheong-eui Hiroyasu Ehara         | Christopher O'Connell Kim Young-seok Nam Ji-sung Jose Rubin Statham                 |
| 1 de junio  | Gimcheon Open ATP Challenger Gimcheon, Corea de sur $50,000+H – Dura – 32S/32Q/16D Cuadro de individuales – Cuadro de dobles          | Li Zhe Jose Rubin Statham 6–4, 6–2                  | Dean O'Brien Ruan Roelofse               | Kim Cheong-eui Hiroyasu Ehara         | Christopher O'Connell Kim Young-seok Nam Ji-sung Jose Rubin Statham                 |
| 1 de junio  | Aegon Manchester Trophy Manchester, Reiuno Unido €42,500 – Césped – 32S/32Q/16D Cuadro de individuales – Cuadro de dobles             | Sam Groth 7–5, 6–1                                  | Luke Saville                             | Konstantín Kravchuk Rajeev Ram        | Brydan Klein Matthew Ebden Joshua Milton James Ward                                 |
| 1 de junio  | Aegon Manchester Trophy Manchester, Reiuno Unido €42,500 – Césped – 32S/32Q/16D Cuadro de individuales – Cuadro de dobles             | Chris Guccione André Sá Walkover                    | Raven Klaasen Rajeev Ram                 | Konstantín Kravchuk Rajeev Ram        | Brydan Klein Matthew Ebden Joshua Milton James Ward                                 |
| 1 de junio  | Venice Challenge Save Cup Mestre, Italia €42,500 – Tierra batida – 32S/32Q/16D Cuadro de individuales – Cuadro de dobles              | Máximo González 6–1, 6–3                            | Jozef Kovalík                            | Paolo Lorenzi José Hernández          | Nicolás Jarry Roberto Carballés Baena Potito Starace Calvin Hemery                  |
| 1 de junio  | Venice Challenge Save Cup Mestre, Italia €42,500 – Tierra batida – 32S/32Q/16D Cuadro de individuales – Cuadro de dobles              | Flavio Cipolla Potito Starace 5–7, 7–6(7–3), [10–4] | Facundo Bagnis Sergio Galdós             | Paolo Lorenzi José Hernández          | Nicolás Jarry Roberto Carballés Baena Potito Starace Calvin Hemery                  |
| 8 de junio  | Città di Caltanissetta Caltanissetta, Italia €106,500+H – Tierra batida – 32S/32Q/16D Cuadro de individuales – Cuadro de dobles       | Elias Ymer 6–3, 6–2                                 | Bjorn Fratangelo                         | Albert Ramos Marco Cecchinato         | Gastão Elias Guido Pella Alejandro González Guilherme Clezar                        |
| 8 de junio  | Città di Caltanissetta Caltanissetta, Italia €106,500+H – Tierra batida – 32S/32Q/16D Cuadro de individuales – Cuadro de dobles       | Guido Andreozzi Guillermo Durán 6–3, 6–2            | Lee Hsin-han Alessandro Motti            | Albert Ramos Marco Cecchinato         | Gastão Elias Guido Pella Alejandro González Guilherme Clezar                        |
| 8 de junio  | Hoff Open Moscú, Rusia €42,500+H – Tierra batida – 32S/32Q/16D Cuadro de individuales – Cuadro de dobles                              | Daniel Muñoz de la Nava 6–0, 6–1                    | Radu Albot                               | Horacio Zeballos Andréi Rubliov       | Marcel Granollers Damir Džumhur Yevgueni Donskói Teimuraz Gabashvili                |
| 8 de junio  | Hoff Open Moscú, Rusia €42,500+H – Tierra batida – 32S/32Q/16D Cuadro de individuales – Cuadro de dobles                              | Renzo Olivo Horacio Zeballos 7–5, 6–3               | Julio Peralta Matt Seeberger             | Horacio Zeballos Andréi Rubliov       | Marcel Granollers Damir Džumhur Yevgueni Donskói Teimuraz Gabashvili                |
| 8 de junio  | Prague Open Praga, República Checa €42,500+H – Tierra batida – 32S/32Q/16D Cuadro de individuales – Cuadro de dobles                  | Norbert Gombos 7–6(7–5), 5–7, 7–6(7–2)              | Albert Montañés                          | Aleksandr Nedovyesov Kimmer Coppejans | Jozef Kovalík Taro Daniel Márton Fucsovics Íñigo Cervantes                          |
| 8 de junio  | Prague Open Praga, República Checa €42,500+H – Tierra batida – 32S/32Q/16D Cuadro de individuales – Cuadro de dobles                  | Mateusz Kowalczyk Igor Zelenay 6–2, 7–6(7–5)        | Roberto Maytín Miguel Ángel Reyes-Varela | Aleksandr Nedovyesov Kimmer Coppejans | Jozef Kovalík Taro Daniel Márton Fucsovics Íñigo Cervantes                          |
| 8 de junio  | Aegon Surbiton Trophy Surbiton, Reino Unido €42,500 – Césped – 32S/31Q/16D Cuadro de individuales – Cuadro de dobles                  | Matthew Ebden 6–7(4–7), 6–4, 7–6(7–5)               | Denis Kudla                              | James McGee Brydan Klein              | Joshua Milton Ryan Harrison Yoshihito Nishioka John-Patrick Smith                   |
| 8 de junio  | Aegon Surbiton Trophy Surbiton, Reino Unido €42,500 – Césped – 32S/31Q/16D Cuadro de individuales – Cuadro de dobles                  | Ken Skupski Neal Skupski 6–3, 6–4                   | Marcus Daniell Marcelo Demoliner         | James McGee Brydan Klein              | Joshua Milton Ryan Harrison Yoshihito Nishioka John-Patrick Smith                   |
| 15 de junio | Poprad-Tatry ATP Challenger Tour Poprad, Eslovaquia €42,500+H – Tierra batida – 32S/25Q/16D Cuadro de individuales – Cuadro de dobles | Adam Pavlásek 6–2, 3–6, 6–3                         | Hans Podlipnik Castillo                  | Norbert Gombos André Ghem             | Uladzimir Ignatik Peter Torebko Antonio Veić Jan Šátral                             |
| 15 de junio | Poprad-Tatry ATP Challenger Tour Poprad, Eslovaquia €42,500+H – Tierra batida – 32S/25Q/16D Cuadro de individuales – Cuadro de dobles | Roman Jebavý Jan Šátral 6–2, 6–2                    | Norbert Gombos Adam Pavlásek             | Norbert Gombos André Ghem             | Uladzimir Ignatik Peter Torebko Antonio Veić Jan Šátral                             |
| 15 de junio | Fergana Challenger Fergana, Uzbekistán $50,000+H – Dura – 32S/19Q/16D Cuadro de individuales – Cuadro de dobles                       | Teimuraz Gabashvili 6–2, 1–0 retiro                 | Aleksandr Kudriávtsev                    | Chen Ti Radu Albot                    | Karen Jachánov Nikola Milojević Denís Molchanov Aldin Šetkić                        |
| 15 de junio | Fergana Challenger Fergana, Uzbekistán $50,000+H – Dura – 32S/19Q/16D Cuadro de individuales – Cuadro de dobles                       | Serguéi Betov Mijaíl Yelguin 6–3, 7–5               | Denís Molchanov Franko Škugor            | Chen Ti Radu Albot                    | Karen Jachánov Nikola Milojević Denís Molchanov Aldin Šetkić                        |
| 15 de junio | Aegon Ilkley Trophy Ilkley, Reino Unido €42 500 – Césped – 32S/32Q/16D Cuadro de individuales – Cuadro de dobles                      | Denis Kudla 6–3, 6–4                                | Matthew Ebden                            | James McGee Ivan Dodig                | Mirza Bašić Joshua Milton Andréi Kuznetsov Dudi Sela                                |
| 15 de junio | Aegon Ilkley Trophy Ilkley, Reino Unido €42 500 – Césped – 32S/32Q/16D Cuadro de individuales – Cuadro de dobles                      | Marcus Daniell Marcelo Demoliner 7–6(7–3), 6–4      | Ken Skupski Neal Skupski                 | James McGee Ivan Dodig                | Mirza Bašić Joshua Milton Andréi Kuznetsov Dudi Sela                                |
| 15 de junio | Blu-Express.com Tennis Cup Perugia, Italia €42,500+H – Tierra batida – 32S/19Q/16D Cuadro de individuales – Cuadro de dobles          | Pablo Carreño Busta 6–2, 6–2                        | Matteo Viola                             | Marco Cecchinato Filippo Volandri     | José Hernández Rubén Ramírez Hidalgo Yang Tsung-hua Roberto Carballés Baena         |
| 15 de junio | Blu-Express.com Tennis Cup Perugia, Italia €42,500+H – Tierra batida – 32S/19Q/16D Cuadro de individuales – Cuadro de dobles          | Andrea Collarini Andrés Molteni 6–3, 7–5            | James Cerretani Costin Pavăl             | Marco Cecchinato Filippo Volandri     | José Hernández Rubén Ramírez Hidalgo Yang Tsung-hua Roberto Carballés Baena         |
| 15 de junio | Internationaux de Tennis de BLOIS Blois, Francia €35,000+H – Tierra batida – 32S/19Q/16D Cuadro de individuales – Cuadro de dobles    | Mathias Bourgue 2–6, 6–4, 6–2                       | Daniel Muñoz de la Nava                  | Calvin Hemery Alejandro González      | Máximo González Horacio Zeballos Renzo Olivo Christian Lindell                      |
| 15 de junio | Internationaux de Tennis de BLOIS Blois, Francia €35,000+H – Tierra batida – 32S/19Q/16D Cuadro de individuales – Cuadro de dobles    | Rémi Boutillier Maxime Teixeira 6–3, 4–6, [10–8]    | Guilherme Clezar Nicolás Kicker          | Calvin Hemery Alejandro González      | Máximo González Horacio Zeballos Renzo Olivo Christian Lindell                      |
| 22 de junio | Aspria Tennis Cup Milán, Italia €42,500 – Tierra batida – 32S/31Q/16D Cuadro de individuales – Cuadro de dobles                       | Federico Delbonis 6–1, 7–6(8–6)                     | Rogério Dutra Silva                      | Marco Cecchinato Calvin Hemery        | Benoît Paire Flavio Cipolla Filippo Volandri Laslo Djere                            |
| 22 de junio | Aspria Tennis Cup Milán, Italia €42,500 – Tierra batida – 32S/31Q/16D Cuadro de individuales – Cuadro de dobles                       | Nikola Mektić Antonio Šančić 6–3, 6–4               | Christian Garin Juan Carlos Sáez         | Marco Cecchinato Calvin Hemery        | Benoît Paire Flavio Cipolla Filippo Volandri Laslo Djere                            |
| 29 de junio | Marburg Open Marburg, Alemania €42 500+H – Tierra batida – 32S/30Q/16D Cuadro de individuales – Cuadro de dobles                      | Íñigo Cervantes 2–6, 7–6(7–3), 6–3                  | Nils Langer                              | Karen Jachánov Daniel Brands          | Mirza Bašić Jan Šátral Arthur De Greef Rogério Dutra Silva                          |
| 29 de junio | Marburg Open Marburg, Alemania €42 500+H – Tierra batida – 32S/30Q/16D Cuadro de individuales – Cuadro de dobles                      | Wesley Koolhof Matwé Middelkoop 6–1, 7–5            | Tobias Kamke Simon Stadler               | Karen Jachánov Daniel Brands          | Mirza Bašić Jan Šátral Arthur De Greef Rogério Dutra Silva                          |
| 29 de junio | ATP Challenger 2001 Team Padova Padova, Italia €42,500+H – Tierra batida – 32S/32Q/16D Cuadro de individuales – Cuadro de dobles      | Andrej Martin 0–6, 6–4, 7–6(8–6)                    | Albert Montañés                          | Calvin Hemery Federico Gaio           | Alessandro Giannessi Marco Cecchinato Hans Podlipnik Castillo Rubén Ramírez Hidalgo |
| 29 de junio | ATP Challenger 2001 Team Padova Padova, Italia €42,500+H – Tierra batida – 32S/32Q/16D Cuadro de individuales – Cuadro de dobles      | Mijaíl Yelguin Andréi Rubliov 6–4, 7–6(7–4)         | Federico Gaio Alessandro Giannessi       | Calvin Hemery Federico Gaio           | Alessandro Giannessi Marco Cecchinato Hans Podlipnik Castillo Rubén Ramírez Hidalgo |

### Julio
| Semana de   | Torneo | Campeones                                               | Finalista                               | Semifinal                          | Cuarto de final                                                       |
| ----------- | --- | ------------------------------------------------------- | --------------------------------------- | ---------------------------------- | --------------------------------------------------------------------- |
| 6 de julio  | Sparkassen Open Braunschweig, Alemania €106,500+H – Tierra batida – 32S/23Q/16D Cuadro de individuales – Cuadro de dobles                     | Filip Krajinović 6–2, 6–4                               | Paul-Henri Mathieu                      | Taro Daniel Thiemo de Bakker       | Pablo Carreño Busta Daniel Brands Horacio Zeballos Nils Langer        |
| 6 de julio  | Sparkassen Open Braunschweig, Alemania €106,500+H – Tierra batida – 32S/23Q/16D Cuadro de individuales – Cuadro de dobles                     | Serguéi Betov Mijaíl Yelguin 3–6, 6–1, [10–5]           | Damir Džumhur Franko Škugor             | Taro Daniel Thiemo de Bakker       | Pablo Carreño Busta Daniel Brands Horacio Zeballos Nils Langer        |
| 6 de julio  | Distal & ITR Group Tennis Cup Todi, Italia €42,500+H – Tierra batida – 32S/32Q/16D Cuadro de individuales – Cuadro de dobles                  | Aljaž Bedene 7–6(7–3), 6–4                              | Nicolás Kicker                          | Marco Cecchinato Matteo Donati     | Germain Gigounon Stéphane Robert Andrea Arnaboldi Alejandro González  |
| 6 de julio  | Distal & ITR Group Tennis Cup Todi, Italia €42,500+H – Tierra batida – 32S/32Q/16D Cuadro de individuales – Cuadro de dobles                  | Flavio Cipolla Máximo González 6–4, 6–1                 | Andreas Beck Peter Gojowczyk            | Marco Cecchinato Matteo Donati     | Germain Gigounon Stéphane Robert Andrea Arnaboldi Alejandro González  |
| 6 de julio  | Nielsen Pro Tennis Championships Winnetka, Estados Unidos $50,000 – Dura – 32S/32Q/16D Cuadro de individuales – Cuadro de dobles              | Somdev Devvarman 7–5, 4–6, 7–6(7–5)                     | Daniel Nguyen                           | Ryan Harrison Adrien Bossel        | Nicolas Meister Blaž Kavčič Jared Hiltzik Mitchell Krueger            |
| 6 de julio  | Nielsen Pro Tennis Championships Winnetka, Estados Unidos $50,000 – Dura – 32S/32Q/16D Cuadro de individuales – Cuadro de dobles              | Johan Brunström Nicholas Monroe 4–6, 6–3, [10–8]        | Sekou Bangoura Frank Dancevic           | Ryan Harrison Adrien Bossel        | Nicolas Meister Blaž Kavčič Jared Hiltzik Mitchell Krueger            |
| 13 de julio | Poznań Open Poznań, Polonia €64,000+H – Tierra batida – 32S/32Q/16D Cuadro de individuales – Cuadro de dobles                                 | Pablo Carreño Busta 6–4, 6–4                            | Radu Albot                              | Lucas Pouille Adam Pavlásek        | Jan Šátral Andre Ghem Peđa Krstin Pere Riba                           |
| 13 de julio | Poznań Open Poznań, Polonia €64,000+H – Tierra batida – 32S/32Q/16D Cuadro de individuales – Cuadro de dobles                                 | Mijaíl Yelguin Mateusz Kowalczyk 3–6, 6–3, [10–6]       | Julio Peralta Matt Seeberger            | Lucas Pouille Adam Pavlásek        | Jan Šátral Andre Ghem Peđa Krstin Pere Riba                           |
| 13 de julio | San Benedetto Tennis Cup San Benedetto del Tronto, Italia €64,000+H – Tierra batida – 32S/32Q/16D Cuadro de individuales – Cuadro de dobles   | Albert Ramos-Viñolas 6–2, 6–4                           | Alessandro Giannessi                    | Salvatore Caruso Marco Cecchinato  | Matteo Donati Maxime Hamou Filippo Volandri Paolo Lorenzi             |
| 13 de julio | San Benedetto Tennis Cup San Benedetto del Tronto, Italia €64,000+H – Tierra batida – 32S/32Q/16D Cuadro de individuales – Cuadro de dobles   | Dino Marcan Antonio Šančić 6–3, 6–7(10–12), [12–10]     | César Ramírez Miguel Ángel Reyes-Varela | Salvatore Caruso Marco Cecchinato  | Matteo Donati Maxime Hamou Filippo Volandri Paolo Lorenzi             |
| 20 de julio | Challenger Banque Nationale de Granby Granby, Canadá $100,000 – Dura – 32S/32Q/16D Cuadro de individuales – Cuadro de dobles                  | Vincent Millot 6–4, 6–4                                 | Philip Bester                           | Matteo Donati Yoshihito Nishioka   | Eric Quigley Yasutaka Uchiyama Félix Auger-Aliassime Jean-Yves Aubone |
| 20 de julio | Challenger Banque Nationale de Granby Granby, Canadá $100,000 – Dura – 32S/32Q/16D Cuadro de individuales – Cuadro de dobles                  | Philip Bester Peter Polansky 6–7(5–7), 7–6(7–2), [10–7] | Enzo Couacaud Luke Saville              | Matteo Donati Yoshihito Nishioka   | Eric Quigley Yasutaka Uchiyama Félix Auger-Aliassime Jean-Yves Aubone |
| 20 de julio | Levene Gouldin & Thompson Tennis Challenger Binghamton, Estados Unidos $50,000 – Dura – 32S/32Q/16D Cuadro de individuales – Cuadro de dobles | Kyle Edmund 6–2, 6–3                                    | Bjorn Fratangelo                        | Sekou Bangoura Brydan Klein        | Mitchell Krueger Dennis Novikov Frederik Nielsen Nicolas Meister      |
| 20 de julio | Levene Gouldin & Thompson Tennis Challenger Binghamton, Estados Unidos $50,000 – Dura – 32S/32Q/16D Cuadro de individuales – Cuadro de dobles | Dean O'Brien Ruan Roelofse 6–1, 7–6(7–0)                | Daniel Nguyen Dennis Novikov            | Sekou Bangoura Brydan Klein        | Mitchell Krueger Dennis Novikov Frederik Nielsen Nicolas Meister      |
| 20 de julio | Guzzini Challenger Recanati, Italia €42,500+H – Dura – 32S/32Q/16D Cuadro de individuales – Cuadro de dobles                                  | Mirza Bašić 6–4, 3–6, 7–6(7–4)                          | Ričardas Berankis                       | Márton Fucsovics Michał Przysiężny | Salvatore Caruso Yannick Mertens Joshua Milton Ruben Bemelmans        |
| 20 de julio | Guzzini Challenger Recanati, Italia €42,500+H – Dura – 32S/32Q/16D Cuadro de individuales – Cuadro de dobles                                  | Divij Sharan Ken Skupski 4–6, 7–6(7–3), [10–6]          | Ilija Bozoljac Flavio Cipolla           | Márton Fucsovics Michał Przysiężny | Salvatore Caruso Yannick Mertens Joshua Milton Ruben Bemelmans        |
| 20 de julio | Sport 1 Open Scheveningen, Países Bajos €42,500+H – Tierra batida – 32S/32Q/16D Cuadro de individuales – Cuadro de dobles                     | Nikoloz Basilashvili 6–7(3–7), 7–6(7–4), 6–3            | Andréi Kuznetsov                        | Robin Haase Thiemo de Bakker       | Adrian Ungur Adam Pavlásek Andrej Martin Daniel Muñoz de la Nava      |
| 20 de julio | Sport 1 Open Scheveningen, Países Bajos €42,500+H – Tierra batida – 32S/32Q/16D Cuadro de individuales – Cuadro de dobles                     | Ariel Behar Eduardo Dischinger 0–0 retiro               | Aslán Karatsev Andréi Kuznetsov         | Robin Haase Thiemo de Bakker       | Adrian Ungur Adam Pavlásek Andrej Martin Daniel Muñoz de la Nava      |
| 20 de julio | Tampere Open Tampere, Finlandia €42,500+H – Tierra batida – 32S/32Q/16D Cuadro de individuales – Cuadro de dobles                             | Tristan Lamasine 6–3, 6–2                               | Andre Ghem                              | Jarkko Nieminen Vladimir Ivanov    | Jurgen Zopp Jan Satral Maxime Hamou Andreas Beck                      |
| 20 de julio | Tampere Open Tampere, Finlandia €42,500+H – Tierra batida – 32S/32Q/16D Cuadro de individuales – Cuadro de dobles                             | Andre Ghem Tristan Lamasine 7–6(7–5), 7–6(7–4)          | Harri Heliovaara Patrik Niklas-Salminen | Jarkko Nieminen Vladimir Ivanov    | Jurgen Zopp Jan Satral Maxime Hamou Andreas Beck                      |
| 27 de julio | President's Cup Astaná, Kazajistán $75,000 – Dura – 32S/32Q/16D Cuadro de individuales – Cuadro de dobles                                     | Mijaíl Kukushkin 6-4, 6-2                               | Yevgueni Donskói                        | Dmitri Popkó Konstantín Kravchuk   | Denís Molchanov Chen Ti Maxim Dubarenco Yannick Mertens               |
| 27 de julio | President's Cup Astaná, Kazajistán $75,000 – Dura – 32S/32Q/16D Cuadro de individuales – Cuadro de dobles                                     | Konstantín Kravchuk Denís Molchanov 6–2, 6–2            | Chung Yunseong Djurabeck Karimov        | Dmitri Popkó Konstantín Kravchuk   | Denís Molchanov Chen Ti Maxim Dubarenco Yannick Mertens               |
| 27 de julio | Challenger Pulcra Lachiter Biella Biella, Italia €42,500 – Tierra batida – 32S/32Q/16D Cuadro de individuales – Cuadro de dobles              | Andrej Martin 6-2, 6-2                                  | Nicolás Kicker                          | Gianluca Naso Salvatore Caruso     | Lamine Ouahab Hans Podlipnik-Castillo Tomislav Brkić Thomas Fabbiano  |
| 27 de julio | Challenger Pulcra Lachiter Biella Biella, Italia €42,500 – Tierra batida – 32S/32Q/16D Cuadro de individuales – Cuadro de dobles              | Andrej Martin Hans Podlipnik-Castillo 7–5, 1–6, [10–8]  | Alexandru-Daniel Carpen Dino Marcan     | Gianluca Naso Salvatore Caruso     | Lamine Ouahab Hans Podlipnik-Castillo Tomislav Brkić Thomas Fabbiano  |
| 27 de julio | Kentucky Bank Tennis Championships Lexington, Estados Unidos $50,000 – Dura – 32S/32Q/16D Cuadro de individuales – Cuadro de dobles           | John Millman 6–3, 3–6, 6–4                              | Yasutaka Uchiyama                       | Bjorn Fratangelo Mitchell Krueger  | Yoshihito Nishioka Yuki Bhambri Omar Jasika Guilherme Clezar          |
| 27 de julio | Kentucky Bank Tennis Championships Lexington, Estados Unidos $50,000 – Dura – 32S/32Q/16D Cuadro de individuales – Cuadro de dobles           | Carsten Ball Brydan Klein 6–4, 7–6(7–4)                 | Dean O'Brien Ruan Roelofse              | Bjorn Fratangelo Mitchell Krueger  | Yoshihito Nishioka Yuki Bhambri Omar Jasika Guilherme Clezar          |

### Agosto
| Semana de    | Torneo | Campeones                                                     | Finalista                          | Semifinal                                | Cuarto de final                                                             |
| ------------ | --- | ------------------------------------------------------------- | ---------------------------------- | ---------------------------------------- | --------------------------------------------------------------------------- |
| 3 de agosto  | Svijany Open Liberec, República Checa €42,500+H – Tierra batida – 32S/32Q/16D Cuadro de individuales – Cuadro de dobles                                | Tobias Kamke 7–6(8–6), 6–4                                    | Andrej Martin                      | Radu Albot Horacio Zeballos              | Hans Podlipnik-Castillo Adam Pavlásek Renzo Olivo Íñigo Cervantes           |
| 3 de agosto  | Svijany Open Liberec, República Checa €42,500+H – Tierra batida – 32S/32Q/16D Cuadro de individuales – Cuadro de dobles                                | Andrej Martin Hans Podlipnik-Castillo 7–5, 6–7(3–7), [10–5]   | Wesley Koolhof Matwé Middelkoop    | Radu Albot Horacio Zeballos              | Hans Podlipnik-Castillo Adam Pavlásek Renzo Olivo Íñigo Cervantes           |
| 3 de agosto  | Open Castilla y León Segovia, España €42,500+H – Dura – 32S/32Q/16D Cuadro de individuales – Cuadro de dobles                                          | Yevgueni Donskói 7–6(7–2),, 6–3                               | Marco Chiudinelli                  | Marcel Granollers Connor Smith           | Yannick Mertens Konstantín Kravchuk Egor Gerasimov Mirza Bašić              |
| 3 de agosto  | Open Castilla y León Segovia, España €42,500+H – Dura – 32S/32Q/16D Cuadro de individuales – Cuadro de dobles                                          | Aleksandr Kudriávtsev Denís Molchanov 6–2, 6–4                | Alexander Bury Andreas Siljeström  | Marcel Granollers Connor Smith           | Yannick Mertens Konstantín Kravchuk Egor Gerasimov Mirza Bašić              |
| 3 de agosto  | International Tennis Tournament of Cortina Cortina d'Ampezzo, Italia €42,500 – Tierra batida – 32S/32Q/16D Cuadro de individuales – Cuadro de dobles   | Paolo Lorenzi 6–3, 7–5                                        | Máximo González                    | Daniel Muñoz de la Nava Andrea Arnaboldi | Daniel Brands Alessandro Giannessi Andréi Kuznetsov Filip Krajinović        |
| 3 de agosto  | International Tennis Tournament of Cortina Cortina d'Ampezzo, Italia €42,500 – Tierra batida – 32S/32Q/16D Cuadro de individuales – Cuadro de dobles   | Paolo Lorenzi Matteo Viola 6–7(5–7), 6–4, [10–3]              | Lee Hsin-han Alessandro Motti      | Daniel Muñoz de la Nava Andrea Arnaboldi | Daniel Brands Alessandro Giannessi Andréi Kuznetsov Filip Krajinović        |
| 10 de agosto | Comerica Bank Challenger Aptos, Estados Unidos $100,000 – Dura – 32S/32Q/16D Cuadro de individuales – Cuadro de dobles                                 | John Millman 7–5, 2–6, 6–3                                    | Austin Krajicek                    | Kyle Edmund Bjorn Fratangelo             | Taro Daniel Yoshihito Nishioka Matthew Ebden Malek Jaziri                   |
| 10 de agosto | Comerica Bank Challenger Aptos, Estados Unidos $100,000 – Dura – 32S/32Q/16D Cuadro de individuales – Cuadro de dobles                                 | Chris Guccione Artem Sitak 6–4, 7–6(7–2)                      | Yuki Bhambri Matthew Ebden         | Kyle Edmund Bjorn Fratangelo             | Taro Daniel Yoshihito Nishioka Matthew Ebden Malek Jaziri                   |
| 10 de agosto | Advantage Cars Prague Open Prague, República Checa €42,500+H – Tierra batida – 32S/32Q/16D Cuadro de individuales – Cuadro de dobles                   | Rogério Dutra Silva 6–2, 6–7(5–7), 6–4                        | Radu Albot                         | Adam Pavlásek Axel Michon                | Filip Krajinović Steve Darcis Simone Bolelli Nikola Mektić                  |
| 10 de agosto | Advantage Cars Prague Open Prague, República Checa €42,500+H – Tierra batida – 32S/32Q/16D Cuadro de individuales – Cuadro de dobles                   | Wesley Koolhof Matwé Middelkoop 6–4, 3–6, [10–7]              | Serguéi Betov Mijaíl Yelguin       | Adam Pavlásek Axel Michon                | Filip Krajinović Steve Darcis Simone Bolelli Nikola Mektić                  |
| 10 de agosto | Tilia Slovenia Open Portorož, Eslovenia €42,500 – Dura – 32S/32Q/16D Cuadro de individuales – Cuadro de dobles                                         | Luca Vanni 6–3, 7–6(8–6)                                      | Grega Žemlja                       | Norbert Gombos Aleksandr Kudriávtsev     | Yevgueni Donskói Aljaž Radinski Mirza Bašić Paolo Lorenzi                   |
| 10 de agosto | Tilia Slovenia Open Portorož, Eslovenia €42,500 – Dura – 32S/32Q/16D Cuadro de individuales – Cuadro de dobles                                         | Fabrice Martin Purav Raja 7–6(7–5), 4–6, [18–16]              | Alexander Bury Andreas Siljeström  | Norbert Gombos Aleksandr Kudriávtsev     | Yevgueni Donskói Aljaž Radinski Mirza Bašić Paolo Lorenzi                   |
| 17 de agosto | Odlum Brown Vancouver Open Vancouver, Canadá $100,000 – Dura – 32S/32Q/16D Cuadro de individuales – Cuadro de dobles                                   | Dudi Sela 6–4, 7–5                                            | John-Patrick Smith                 | Yuki Bhambri Daniel Evans                | Jürgen Zopp Farrukh Dustov Brydan Klein Karen Jachánov                      |
| 17 de agosto | Odlum Brown Vancouver Open Vancouver, Canadá $100,000 – Dura – 32S/32Q/16D Cuadro de individuales – Cuadro de dobles                                   | Treat Conrad Huey Frederik Nielsen 7–6(7–4), 6–7(3–7), [10–5] | Yuki Bhambri Michael Venus         | Yuki Bhambri Daniel Evans                | Jürgen Zopp Farrukh Dustov Brydan Klein Karen Jachánov                      |
| 17 de agosto | Internazionali di Tennis del Friuli Venezia Giulia Cordenons, Italia €42,500+H – Tierra batida – 32S/32Q/16D Cuadro de individuales – Cuadro de dobles | Filip Krajinović 5–7, 6–4, 4–1 retiro                         | Adrian Ungur                       | Roberto Carballés Baena Paolo Lorenzi    | Albert Ramos Kenny de Schepper Antonio Veić Filippo Volandri                |
| 17 de agosto | Internazionali di Tennis del Friuli Venezia Giulia Cordenons, Italia €42,500+H – Tierra batida – 32S/32Q/16D Cuadro de individuales – Cuadro de dobles | Andrej Martin Igor Zelenay 6–4, 5–7, [10–8]                   | Dino Marcan Antonio Šančić         | Roberto Carballés Baena Paolo Lorenzi    | Albert Ramos Kenny de Schepper Antonio Veić Filippo Volandri                |
| 17 de agosto | Maserati Challenger Meerbusch, Alemania €42,500 – Tierra batida – 32S/32Q/16D Cuadro de individuales – Cuadro de dobles                                | Andreas Haider-Maurer 6–2, 6–4                                | Carlos Berlocq                     | Facundo Argüello Pere Riba               | Yannik Reuter Victor Hănescu Daniel Brands Marek Michalička                 |
| 17 de agosto | Maserati Challenger Meerbusch, Alemania €42,500 – Tierra batida – 32S/32Q/16D Cuadro de individuales – Cuadro de dobles                                | Dustin Brown Rameez Junaid 6–4, 7–5                           | Wesley Koolhof Matwé Middelkoop    | Facundo Argüello Pere Riba               | Yannik Reuter Victor Hănescu Daniel Brands Marek Michalička                 |
| August 24    | Antonio Savoldi–Marco Cò – Trofeo Dimmidisì Manerbio, Italia €42,500+H – Tierra batida – 32S/32Q/16D Cuadro de individuales – Cuadro de dobles         | Andréi Kuznetsov 6–4, 3–6, 6–1                                | Daniel Muñoz de la Nava            | Filippo Volandri Lorenzo Giustino        | Federico Gaio Salvatore Caruso Kenny de Schepper Juan Carlos Sáez           |
| August 24    | Antonio Savoldi–Marco Cò – Trofeo Dimmidisì Manerbio, Italia €42,500+H – Tierra batida – 32S/32Q/16D Cuadro de individuales – Cuadro de dobles         | Flavio Cipolla Daniel Muñoz de la Nava 7-6(7-5), 3-6, [11-9]  | Gero Kretschmer Alexander Satschko | Filippo Volandri Lorenzo Giustino        | Federico Gaio Salvatore Caruso Kenny de Schepper Juan Carlos Sáez           |
| 31 de agosto | Chang-Sat Bangkok Open Bangkok, Tailandia $50,000 – Dura – 32S/32Q/16D Cuadro de individuales – Cuadro de dobles                                       | Yūichi Sugita 6–4, 6–2                                        | Marco Trungelliti                  | Jordan Thompson Chen Ti                  | Benjamin Mitchell Alexander Sarkissian Zhang Ze Somdev Devvarman            |
| 31 de agosto | Chang-Sat Bangkok Open Bangkok, Tailandia $50,000 – Dura – 32S/32Q/16D Cuadro de individuales – Cuadro de dobles                                       | Bai Yan Riccardo Ghedin 6–2, 7–5                              | Chen Ti Zhe Li                     | Jordan Thompson Chen Ti                  | Benjamin Mitchell Alexander Sarkissian Zhang Ze Somdev Devvarman            |
| 31 de agosto | Città di Como Challenger Como, Italia €42,500 – Tierra batida – 32S/32Q/16D Cuadro de individuales – Cuadro de dobles                                  | Andréi Kuznetsov 6–4, 6–3                                     | Daniel Brands                      | Carlos Berlocq Pedro Cachín              | Roberto Carballés Baena Andrea Arnaboldi Andrej Martin Carlos Gómez-Herrera |
| 31 de agosto | Città di Como Challenger Como, Italia €42,500 – Tierra batida – 32S/32Q/16D Cuadro de individuales – Cuadro de dobles                                  | Gero Kretschmer Alexander Satschko 7–6(7–3), 6–4              | Kenny de Schepper Maxime Teixeira  | Carlos Berlocq Pedro Cachín              | Roberto Carballés Baena Andrea Arnaboldi Andrej Martin Carlos Gómez-Herrera |

### Septiembre
| Semana de        | Torneo | Campeones                                                  | Finalista                             | Semifinal                              | Cuarto de final                                                      |
| ---------------- | --- | ---------------------------------------------------------- | ------------------------------------- | -------------------------------------- | -------------------------------------------------------------------- |
| 7 de septiembre  | AON Open Challenger Genoa, Italia €106,500+H – Tierra batida – 32S/32Q/16D Cuadro de individuales – Cuadro de dobles                             | Nicolás Almagro 6–7(1–7), 6–1, 6–4                         | Marco Cecchinato                      | Albert Ramos Robin Haase               | Salvatore Caruso Filippo Volandri Tomislav Brkić Andrey Golubev      |
| 7 de septiembre  | AON Open Challenger Genoa, Italia €106,500+H – Tierra batida – 32S/32Q/16D Cuadro de individuales – Cuadro de dobles                             | Guillermo Durán Horacio Zeballos 7–5, 6–4                  | Andrea Arnaboldi Alessandro Giannessi | Albert Ramos Robin Haase               | Salvatore Caruso Filippo Volandri Tomislav Brkić Andrey Golubev      |
| 7 de septiembre  | Seguros Bolívar Open Barranquilla Barranquilla, Colombia $50,000+H – Tierra batida – 32S/32Q/16D Cuadro de individuales – Cuadro de dobles       | Borna Ćorić 6–4, 6–1                                       | Rogério Dutra Silva                   | Juan Ignacio Londero Giovanni Lapentti | Máximo González Taro Daniel Christian Lindell Marcel Granollers      |
| 7 de septiembre  | Seguros Bolívar Open Barranquilla Barranquilla, Colombia $50,000+H – Tierra batida – 32S/32Q/16D Cuadro de individuales – Cuadro de dobles       | Marcelo Arévalo Sergio Galdós 6–1, 6–4                     | Duilio Beretta Mauricio Echazú        | Juan Ignacio Londero Giovanni Lapentti | Máximo González Taro Daniel Christian Lindell Marcel Granollers      |
| 7 de septiembre  | Copa Sevilla Sevilla, España €42,500+H – Tierra batida – 32S/32Q/16D Cuadro de individuales – Cuadro de dobles                                   | Pedro Cachín 7–5, 6–3                                      | Pablo Carreño Busta                   | Íñigo Cervantes Jordi Samper-Montaña   | Pere Riba Renzo Olivo Kamil Majchrzak Miljan Zekić                   |
| 7 de septiembre  | Copa Sevilla Sevilla, España €42,500+H – Tierra batida – 32S/32Q/16D Cuadro de individuales – Cuadro de dobles                                   | Wesley Koolhof Matwé Middelkoop 7–6(7–5), 6–4              | Marco Bortolotti Kamil Majchrzak      | Íñigo Cervantes Jordi Samper-Montaña   | Pere Riba Renzo Olivo Kamil Majchrzak Miljan Zekić                   |
| 7 de septiembre  | TEAN International Alphen aan den Rijn, Países Bajos €42,500 – Tierra batida – 32S/32Q/16D Cuadro de individuales – Cuadro de dobles             | Damir Džumhur 6–1, 2–6, 6–1                                | Igor Sijsling                         | Grega Žemlja Tristan Lamasine          | Dennis Novak Tobias Kamke Victor Hănescu Constant Lestienne          |
| 7 de septiembre  | TEAN International Alphen aan den Rijn, Países Bajos €42,500 – Tierra batida – 32S/32Q/16D Cuadro de individuales – Cuadro de dobles             | Tobias Kamke Jan-Lennard Struff 7–6(7–1), 4–6, [10–7]      | Victor Hănescu Adrian Ungur           | Grega Žemlja Tristan Lamasine          | Dennis Novak Tobias Kamke Victor Hănescu Constant Lestienne          |
| 7 de septiembre  | Marruecos Tennis Tour – Meknes Meknes, Marruecos €42,500 – Tierra batida – 32S/32Q/16D Cuadro de individuales – Cuadro de dobles                 | Daniel Muñoz de la Nava 6–4, 6–2                           | Roberto Carballés Baena               | Gerald Melzer Facundo Argüello         | Yannik Reuter Tomas Lipovsek Puches Gastão Elias Matteo Viola        |
| 7 de septiembre  | Marruecos Tennis Tour – Meknes Meknes, Marruecos €42,500 – Tierra batida – 32S/32Q/16D Cuadro de individuales – Cuadro de dobles                 | Kevin Krawietz Maximilian Marterer 7–5, 6–1                | Gianluca Naso Riccardo Sinicropi      | Gerald Melzer Facundo Argüello         | Yannik Reuter Tomas Lipovsek Puches Gastão Elias Matteo Viola        |
| 7 de septiembre  | Shanghai Challenger Shanghái, China $50,000 – Dura – 32S/32Q/16D Cuadro de individuales – Cuadro de dobles                                       | Yuki Bhambri 3–6, 6–0, 7–6(7–3)                            | Wu Di                                 | Daniil Medvedev Marco Trungelliti      | Thomas Fabbiano Jordan Thompson Yūichi Sugita Nicolás Barrientos     |
| 7 de septiembre  | Shanghai Challenger Shanghái, China $50,000 – Dura – 32S/32Q/16D Cuadro de individuales – Cuadro de dobles                                       | Wu Di Yi Chu-huan 6–3, 7–5                                 | Thomas Fabbiano Luca Vanni            | Daniil Medvedev Marco Trungelliti      | Thomas Fabbiano Jordan Thompson Yūichi Sugita Nicolás Barrientos     |
| 7 de septiembre  | Trophée des Alpilles Saint-Rémy-de-Provence, Francia €42,500 – Dura – 32S/32Q/16D Cuadro de individuales – Cuadro de dobles                      | Ivan Dodig 6–3, 6–2                                        | Nils Langer                           | David Guez Matthias Bachinger          | Sebastien Boltz Norbert Gombos Quentin Halys Tim Pütz                |
| 7 de septiembre  | Trophée des Alpilles Saint-Rémy-de-Provence, Francia €42,500 – Dura – 32S/32Q/16D Cuadro de individuales – Cuadro de dobles                      | Ken Skupski Neal Skupski 6–4, 6–1                          | Andrej Martin Igor Zelenay            | David Guez Matthias Bachinger          | Sebastien Boltz Norbert Gombos Quentin Halys Tim Pütz                |
| 14 de septiembre | Pekao Szczecin Open Szczecin, Polonia €106,500+H – Tierra batida – 32S/32Q/16D Cuadro de individuales – Cuadro de dobles                         | Jan-Lennard Struff 6–4, 6–3                                | Artem Smirnov                         | Nicolás Almagro Marco Cecchinato       | Pablo Carreño Filip Krajinović Renzo Olivo Íñigo Cervantes           |
| 14 de septiembre | Pekao Szczecin Open Szczecin, Polonia €106,500+H – Tierra batida – 32S/32Q/16D Cuadro de individuales – Cuadro de dobles                         | Tristan Lamasine Fabrice Martin 6–3, 7–6(7–4)              | Federico Gaio Alessandro Giannessi    | Nicolás Almagro Marco Cecchinato       | Pablo Carreño Filip Krajinović Renzo Olivo Íñigo Cervantes           |
| 14 de septiembre | Banja Luka Challenger Banja Luka, Bosnia y Herzegovina €64,000+H – Tierra batida – 32S/32Q/16D Cuadro de individuales – Cuadro de dobles         | Dušan Lajović 7–6(7–5), 7–6(7–5)                           | Victor Hănescu                        | Miljan Zekić Adrian Ungur              | Flavio Cipolla Horacio Zeballos Riccardo Bellotti Jozef Kovalík      |
| 14 de septiembre | Banja Luka Challenger Banja Luka, Bosnia y Herzegovina €64,000+H – Tierra batida – 32S/32Q/16D Cuadro de individuales – Cuadro de dobles         | Ilija Bozoljac Flavio Cipolla 6–2, 7–5                     | Jaroslav Pospíšil Jan Šátral          | Miljan Zekić Adrian Ungur              | Flavio Cipolla Horacio Zeballos Riccardo Bellotti Jozef Kovalík      |
| 14 de septiembre | Amex-Istanbul Challenger Istanbul, Turquía $75 000 – Dura – 32S/32Q/16D Cuadro de individuales – Cuadro de dobles                                | Karen Jachánov 4–6, 6–4, 6–3                               | Sergui Stajovski                      | Andréi Kuznetsov Yannick Mertens       | Marius Copil Mirza Bašić Elias Ymer Aslán Karatsev                   |
| 14 de septiembre | Amex-Istanbul Challenger Istanbul, Turquía $75 000 – Dura – 32S/32Q/16D Cuadro de individuales – Cuadro de dobles                                | Andréi Kuznetsov Aleksandr Nedovyesov 6–2, 5–7, [10–8]     | Aleksandre Metreveli Antón Záitsev    | Andréi Kuznetsov Yannick Mertens       | Marius Copil Mirza Bašić Elias Ymer Aslán Karatsev                   |
| 14 de septiembre | ATP Challenger China International – Nanchang Nanchang, China $50,000+H – Dura – 32S/32Q/16D Cuadro de individuales – Cuadro de dobles           | Peter Gojowczyk 6–2, 6–1                                   | Amir Weintraub                        | Thomas Fabbiano Jordan Thompson        | Alexander Sarkissian Nicolas Meister Jürgen Zopp Bai Yan             |
| 14 de septiembre | ATP Challenger China International – Nanchang Nanchang, China $50,000+H – Dura – 32S/32Q/16D Cuadro de individuales – Cuadro de dobles           | Jonathan Eysseric Jürgen Zopp 6–4, 6–2                     | Lee Hsin-han Amir Weintraub           | Thomas Fabbiano Jordan Thompson        | Alexander Sarkissian Nicolas Meister Jürgen Zopp Bai Yan             |
| 14 de septiembre | Cary Challenger Cary, Estados Unidos $50,000 – Dura – 32S/32Q/16D Cuadro de individuales – Cuadro de dobles                                      | Dennis Novikov 6–4, 7–5                                    | Ryan Harrison                         | Brydan Klein Blaž Rola                 | Bjorn Fratangelo Peter Polansky Kevin King Austin Krajicek           |
| 14 de septiembre | Cary Challenger Cary, Estados Unidos $50,000 – Dura – 32S/32Q/16D Cuadro de individuales – Cuadro de dobles                                      | Chase Buchanan Blaž Rola 6–4, 6–7(5–7), [10–4]             | Austin Krajicek Nicholas Monroe       | Brydan Klein Blaž Rola                 | Bjorn Fratangelo Peter Polansky Kevin King Austin Krajicek           |
| 14 de septiembre | Marruecos Tennis Tour – Kenitra Kenitra, Marruecos €42,500 – Tierra batida – 32S/32Q/16D Cuadro de individuales – Cuadro de dobles               | Roberto Carballés Baena 6–1, 5–1 retired                   | Oriol Roca Batalla                    | Maximilian Marterer Javier Martí       | Daniel Muñoz de la Nava Matteo Viola Facundo Argüello Maxime Chazal  |
| 14 de septiembre | Marruecos Tennis Tour – Kenitra Kenitra, Marruecos €42,500 – Tierra batida – 32S/32Q/16D Cuadro de individuales – Cuadro de dobles               | Gerard Granollers Oriol Roca Batalla 3–6, 7–6(7–4), [10–8] | Kevin Krawietz Maximilian Marterer    | Maximilian Marterer Javier Martí       | Daniel Muñoz de la Nava Matteo Viola Facundo Argüello Maxime Chazal  |
| 21 de septiembre | OEC Kaohsiung Kaohsiung, Taiwán $125,000+H – Dura – 32S/32Q/16D Cuadro de individuales – Cuadro de dobles                                        | Chung Hyeon 7–5, 6–4                                       | Yuki Bhambri                          | Jiří Veselý Tatsuma Ito                | Hiroki Moriya Jimmy Wang Yang Tsung-hua Jürgen Zopp                  |
| 21 de septiembre | OEC Kaohsiung Kaohsiung, Taiwán $125,000+H – Dura – 32S/32Q/16D Cuadro de individuales – Cuadro de dobles                                        | Hsieh Cheng-peng Yang Tsung-hua 6–2, 6–2                   | Gong Maoxin Peng Hsien-yin            | Jiří Veselý Tatsuma Ito                | Hiroki Moriya Jimmy Wang Yang Tsung-hua Jürgen Zopp                  |
| 21 de septiembre | Türk Telecom İzmir Cup İzmir, Turquía €64,000 – Dura – 32S/32Q/16D Cuadro de individuales – Cuadro de dobles                                     | Lukáš Lacko 6–3, 7–6(7–5)                                  | Marius Copil                          | Mirza Bašić Malek Jaziri               | Marsel Ilhan Farrukh Dustov Ramkumar Ramanathan Aleksandre Metreveli |
| 21 de septiembre | Türk Telecom İzmir Cup İzmir, Turquía €64,000 – Dura – 32S/32Q/16D Cuadro de individuales – Cuadro de dobles                                     | Saketh Myneni Divij Sharan 7–6(7–5), 4–6, retired          | Malek Jaziri Denís Molchanov          | Mirza Bašić Malek Jaziri               | Marsel Ilhan Farrukh Dustov Ramkumar Ramanathan Aleksandre Metreveli |
| 21 de septiembre | Sibiu Open Sibiu, Rumanía €42,500+H – Tierra batida – 32S/32Q/16D Cuadro de individuales – Cuadro de dobles                                      | Adrian Ungur 6-4, 3-6, 7-5                                 | Pere Riba                             | Petru-Alexandru Luncanu Miljan Zekić   | Dušan Lajović Dimitar Kuzmanov Victor Crivoi Gianluca Mager          |
| 21 de septiembre | Sibiu Open Sibiu, Rumanía €42,500+H – Tierra batida – 32S/32Q/16D Cuadro de individuales – Cuadro de dobles                                      | Victor Crivoi Petru-Alexandru Luncanu 6–4, 6–3             | Ilija Bozoljac Dušan Lajović          | Petru-Alexandru Luncanu Miljan Zekić   | Dušan Lajović Dimitar Kuzmanov Victor Crivoi Gianluca Mager          |
| 21 de septiembre | Arimex Challenger Trophy Trnava, Eslovaquia €42,500+H – Tierra batida – 32S/32Q/16D Cuadro de individuales – Cuadro de dobles                    | Robin Haase 6–4, 6–1                                       | Horacio Zeballos                      | Albert Montañés Franko Škugor          | Gerald Melzer Adam Pavlásek Márton Fucsovics Stéphane Robert         |
| 21 de septiembre | Arimex Challenger Trophy Trnava, Eslovaquia €42,500+H – Tierra batida – 32S/32Q/16D Cuadro de individuales – Cuadro de dobles                    | Wesley Koolhof Matwé Middelkoop 6–4, 6–2                   | Kamil Majchrzak Stéphane Robert       | Albert Montañés Franko Škugor          | Gerald Melzer Adam Pavlásek Márton Fucsovics Stéphane Robert         |
| 21 de septiembre | Campeonato Internacional de Tênis de Campinas Campinas, Brasil $50,000+H – Tierra batida – 32S/32Q/16D Cuadro de individuales – Cuadro de dobles | Facundo Argüello 7–5, 6–3                                  | Diego Schwartzman                     | Facundo Bagnis André Ghem              | Nicolás Kicker Juan Ignacio Londero Juan Carlos Sáez Guido Pella     |
| 21 de septiembre | Campeonato Internacional de Tênis de Campinas Campinas, Brasil $50,000+H – Tierra batida – 32S/32Q/16D Cuadro de individuales – Cuadro de dobles | Andrés Molteni Hans Podlipnik 3–6, 6–2, [10–0]             | Guilherme Clezar Fabricio Neis        | Facundo Bagnis André Ghem              | Nicolás Kicker Juan Ignacio Londero Juan Carlos Sáez Guido Pella     |
| 21 de septiembre | Columbus Challenger Columbus, Estados Unidos $50,000 – Dura (i) – 32S/32Q/16D Cuadro de individuales – Cuadro de dobles                          | Dennis Novikov 6-4, 3–6, 6–3                               | Ryan Harrison                         | Tim Smyczek Alex Kuznetsov             | Sekou Bangoura Henri Laaksonen Bjorn Fratangelo Chase Buchanan       |
| 21 de septiembre | Columbus Challenger Columbus, Estados Unidos $50,000 – Dura (i) – 32S/32Q/16D Cuadro de individuales – Cuadro de dobles                          | Chase Buchanan Blaž Rola 6–4, 4–6, [19–17]                 | Mitchell Krueger Eric Quigley         | Tim Smyczek Alex Kuznetsov             | Sekou Bangoura Henri Laaksonen Bjorn Fratangelo Chase Buchanan       |
| 28 de septiembre | Open d'Orléans Orléans, Francia €106,500+H – Dura (i) – 32S/32Q/16D Cuadro de individuales – Cuadro de dobles                                    | Jan-Lennard Struff 5–7, 6–4, 6–3                           | Jerzy Janowicz                        | Kenny de Schepper Iliá Marchenko       | Sergui Stajovski Marco Chiudinelli Paul-Henri Mathieu Franko Škugor  |
| 28 de septiembre | Open d'Orléans Orléans, Francia €106,500+H – Dura (i) – 32S/32Q/16D Cuadro de individuales – Cuadro de dobles                                    | Tristan Lamasine Fabrice Martin 6–4, 7–6(7–2)              | Ken Skupski Neal Skupski              | Kenny de Schepper Iliá Marchenko       | Sergui Stajovski Marco Chiudinelli Paul-Henri Mathieu Franko Škugor  |
| 28 de septiembre | Tiburon Challenger Tiburón, Estados Unidos $100,000 – Dura – 32S/32Q/16D Cuadro de individuales – Cuadro de dobles                               | Tim Smyczek 1–6, 6–1, 7–6(9–7)                             | Denis Kudla                           | Mackenzie McDonald Quentin Halys       | Blaž Rola Bjorn Fratangelo Marek Michalicka Mitchell Krueger         |
| 28 de septiembre | Tiburon Challenger Tiburón, Estados Unidos $100,000 – Dura – 32S/32Q/16D Cuadro de individuales – Cuadro de dobles                               | Johan Brunström Frederik Nielsen 7–6(7–2), 6–1             | Carsten Ball Matt Reid                | Mackenzie McDonald Quentin Halys       | Blaž Rola Bjorn Fratangelo Marek Michalicka Mitchell Krueger         |
| 28 de septiembre | Rome Challenger Roma, Italia €42,500+H – Tierra batida – 32S/32Q/16D Cuadro de individuales – Cuadro de dobles                                   | Federico Delbonis 1–6, 6–3, 6–4                            | Filip Krajinović                      | Dušan Lajović Marco Cecchinato         | Albert Montañés Pere Riba Íñigo Cervantes Thiemo de Bakker           |
| 28 de septiembre | Rome Challenger Roma, Italia €42,500+H – Tierra batida – 32S/32Q/16D Cuadro de individuales – Cuadro de dobles                                   | Tomasz Bednarek Mateusz Kowalczyk 6–2, 6–1                 | Íñigo Cervantes Mark Vervoort         | Dušan Lajović Marco Cecchinato         | Albert Montañés Pere Riba Íñigo Cervantes Thiemo de Bakker           |
| 28 de septiembre | Seguros Bolívar Open Pereira Pereira, Colombia $50,000+H – Tierra batida – 32S/32Q/16D Cuadro de individuales – Cuadro de dobles                 | Paolo Lorenzi 4–6, 6–2, 6–4                                | Alejandro González                    | Marcelo Arévalo João Souza             | Guilherme Clezar Federico Coria Gonzalo Escobar Emilio Gómez         |
| 28 de septiembre | Seguros Bolívar Open Pereira Pereira, Colombia $50,000+H – Tierra batida – 32S/32Q/16D Cuadro de individuales – Cuadro de dobles                 | Andrés Molteni Fernando Romboli 6–4, 7–6(14–12)            | Marcelo Arévalo Juan Sebastián Gómez  | Marcelo Arévalo João Souza             | Guilherme Clezar Federico Coria Gonzalo Escobar Emilio Gómez         |
| 28 de septiembre | Ağrı Challenger Ağrı, Turquía €42,500+H – Dura – 32S/32Q/16D Cuadro de individuales – Cuadro de dobles                                           | Farruj Dustov 6–4, 6–4                                     | Saketh Myneni                         | Konstantín Kravchuk Denís Molchanov    | Ruben Bemelmans Mirza Bašić Yevgueni Donskói Dennis Novak            |
| 28 de septiembre | Ağrı Challenger Ağrı, Turquía €42,500+H – Dura – 32S/32Q/16D Cuadro de individuales – Cuadro de dobles                                           | Konstantín Kravchuk Denís Molchanov 6–3, 7–6(7–4)          | Alexandr Igoshin Yaraslav Shyla       | Konstantín Kravchuk Denís Molchanov    | Ruben Bemelmans Mirza Bašić Yevgueni Donskói Dennis Novak            |
| 28 de septiembre | Aberto de Tênis do Rio Grande do Sul Porto Alegre, Brasil $40,000+H – Tierra batida – 32S/32Q/16D Cuadro de individuales – Cuadro de dobles      | Guido Pella 6–3, 7–6(7–5)                                  | Diego Schwartzman                     | Carlos Berlocq Rogério Dutra Silva     | Máximo González Facundo Bagnis Facundo Argüello André Ghem           |
| 28 de septiembre | Aberto de Tênis do Rio Grande do Sul Porto Alegre, Brasil $40,000+H – Tierra batida – 32S/32Q/16D Cuadro de individuales – Cuadro de dobles      | Gastão Elias Frederico Ferreira Silva 6–2, 6–4             | Christian Garin Juan Carlos Sáez      | Carlos Berlocq Rogério Dutra Silva     | Máximo González Facundo Bagnis Facundo Argüello André Ghem           |

### Octubre
| Semana de     | Torneo | Campeones                                                     | Finalista                                 | Semifinal                              | Cuarto de final                                                               |
| ------------- | --- | ------------------------------------------------------------- | ----------------------------------------- | -------------------------------------- | ----------------------------------------------------------------------------- |
| 5 de octubre  | Ethias Trophy Mons, Bélgica €106,500 – Dura (i) – 32S/32Q/16D Cuadro de individuales – Cuadro de dobles                                  | Iliá Marchenko 6–2, 6–7(8–10), 6–4                            | Benjamin Becker                           | Jan-Lennard Struff Kenny de Schepper   | Konstantín Kravchuk Dennis Novak Andrea Arnaboldi Karen Jachánov              |
| 5 de octubre  | Ethias Trophy Mons, Bélgica €106,500 – Dura (i) – 32S/32Q/16D Cuadro de individuales – Cuadro de dobles                                  | Ruben Bemelmans Philipp Petzschner 6-3, 6-1                   | Rameez Junaid Igor Zelenay                | Jan-Lennard Struff Kenny de Schepper   | Konstantín Kravchuk Dennis Novak Andrea Arnaboldi Karen Jachánov              |
| 5 de octubre  | Marruecos Tennis Tour – Mohammedia Mohammedia, Marruecos €42,500 – Tierra batida – 32S/32Q/16D Cuadro de individuales – Cuadro de dobles | Roberto Carballés Baena 7–6(7–4), 6–2                         | Kamil Majchrzak                           | Pablo Carreño Jozef Kovalík            | Alessandro Giannessi Marco Cecchinato Rubén Ramírez Hidalgo Federico Delbonis |
| 5 de octubre  | Marruecos Tennis Tour – Mohammedia Mohammedia, Marruecos €42,500 – Tierra batida – 32S/32Q/16D Cuadro de individuales – Cuadro de dobles | Íñigo Cervantes Mark Vervoort 3-6, 7-6(7-2), [12-10]          | Roberto Carballés Baena Pablo Carreño     | Pablo Carreño Jozef Kovalík            | Alessandro Giannessi Marco Cecchinato Rubén Ramírez Hidalgo Federico Delbonis |
| 5 de octubre  | Seguros Bolívar Open Medellín Medellín, Colombia $50,000 – Tierra batida – 32S/32Q/16D Cuadro de individuales – Cuadro de dobles         | Paolo Lorenzi 7–6(7–3), 2–0, retired                          | Gonzalo Lama                              | Giovanni Lapentti Jordi Samper-Montaña | Guilherme Clezar Eduardo Struvay Juan Ignacio Londero Alejandro González      |
| 5 de octubre  | Seguros Bolívar Open Medellín Medellín, Colombia $50,000 – Tierra batida – 32S/32Q/16D Cuadro de individuales – Cuadro de dobles         | Nicolás Barrientos Eduardo Struvay 7-6(8-6), 6-7(4-7), [10-4] | Alejandro Gómez Felipe Mantilla           | Giovanni Lapentti Jordi Samper-Montaña | Guilherme Clezar Eduardo Struvay Juan Ignacio Londero Alejandro González      |
| 5 de octubre  | Sacramento Challenger Sacramento, Estados Unidos $100,000 – Dura – 32S/32Q/16D Cuadro de individuales – Cuadro de dobles                 | Taylor Harry Fritz 6-4, 3-6, 6-4                              | Jared Donaldson                           | Denis Kudla Matt Reid                  | Daniel Brands Mackenzie McDonald Marcos Giron Nicolas Meister                 |
| 5 de octubre  | Sacramento Challenger Sacramento, Estados Unidos $100,000 – Dura – 32S/32Q/16D Cuadro de individuales – Cuadro de dobles                 | Blaž Kavčič Grega Žemlja 6-1, 3-6, [10-3]                     | Daniel Brands Dustin Brown                | Denis Kudla Matt Reid                  | Daniel Brands Mackenzie McDonald Marcos Giron Nicolas Meister                 |
| 5 de octubre  | São Paulo Challenger São Paulo, Brasil $50,000 – Tierra batida – 32S/32Q/16D Cuadro de individuales – Cuadro de dobles                   | Carlos Berlocq 6-3, 6-1                                       | Kimmer Coppejans                          | Facundo Bagnis Rogério Dutra Silva     | Tomás Lipovsek Agustín Velotti Christian Lindell Renzo Olivo                  |
| 5 de octubre  | São Paulo Challenger São Paulo, Brasil $50,000 – Tierra batida – 32S/32Q/16D Cuadro de individuales – Cuadro de dobles                   | Hans Podlipnik Caio Zampieri 7-5, 6-0                         | Nicolás Kicker Renzo Olivo                | Facundo Bagnis Rogério Dutra Silva     | Tomás Lipovsek Agustín Velotti Christian Lindell Renzo Olivo                  |
| 12 de octubre | Tashkent Challenger Tashkent, Uzbekistán $125,000 – Dura – 32S/32Q/16D Cuadro de individuales – Cuadro de dobles                         | Denis Istomin 6–3, 6–4                                        | Lukáš Lacko                               | Yuki Bhambri Ričardas Berankis         | Yevgueni Donskói Jan Šátral Farrukh Dustov Dudi Sela                          |
| 12 de octubre | Tashkent Challenger Tashkent, Uzbekistán $125,000 – Dura – 32S/32Q/16D Cuadro de individuales – Cuadro de dobles                         | Serguéi Betov Mijaíl Yelguin 6–4, 6–4                         | Andre Begemann Artem Sitak                | Yuki Bhambri Ričardas Berankis         | Yevgueni Donskói Jan Šátral Farrukh Dustov Dudi Sela                          |
| 12 de octubre | Open de Rennes Rennes, Francia €85,000 – Dura (i) – 32S/32Q/16D Cuadro de individuales – Cuadro de dobles                                | Malek Jaziri 5–7, 7–5, 6–4                                    | Igor Sijsling                             | Iliá Marchenko Ivan Dodig              | Karen Jachánov Jan Mertl Marsel İlhan Vincent Millot                          |
| 12 de octubre | Open de Rennes Rennes, Francia €85,000 – Dura (i) – 32S/32Q/16D Cuadro de individuales – Cuadro de dobles                                | Andrea Arnaboldi Antonio Šančić 6–4, 2–6, [14–12]             | Wesley Koolhof Matwé Middelkoop           | Iliá Marchenko Ivan Dodig              | Karen Jachánov Jan Mertl Marsel İlhan Vincent Millot                          |
| 12 de octubre | Marruecos Tennis Tour – Casablanca Casablanca, Marruecos €42,500 – Tierra batida – 32S/32Q/16D Cuadro de individuales – Cuadro de dobles | Damir Džumhur 3–6, 6–3, 6–2                                   | Daniel Muñoz de la Nava                   | Albert Montañés Taro Daniel            | Laslo Djere Roberto Carballés Baena Íñigo Cervantes Thiemo de Bakker          |
| 12 de octubre | Marruecos Tennis Tour – Casablanca Casablanca, Marruecos €42,500 – Tierra batida – 32S/32Q/16D Cuadro de individuales – Cuadro de dobles | Laurynas Grigelis Mohamed Safwat 6–4, 6–3                     | Thiemo de Bakker Stephan Fransen          | Albert Montañés Taro Daniel            | Laslo Djere Roberto Carballés Baena Íñigo Cervantes Thiemo de Bakker          |
| 12 de octubre | Fairfield Challenger Fairfield, Estados Unidos $50,000 – Dura – 32S/32Q/16D Cuadro de individuales – Cuadro de dobles                    | Taylor Harry Fritz 6–3, 6–4                                   | Dustin Brow                               | Blaž Rola Frances Tiafoe               | Blaž Kavčič Jared Donaldson Daniel Brands Darian King                         |
| 12 de octubre | Fairfield Challenger Fairfield, Estados Unidos $50,000 – Dura – 32S/32Q/16D Cuadro de individuales – Cuadro de dobles                    | Johan Brunström Frederik Nielsen 6–3, 5–7, [10–5]             | Carsten Ball Dustin Brown                 | Blaž Rola Frances Tiafoe               | Blaž Kavčič Jared Donaldson Daniel Brands Darian King                         |
| 12 de octubre | Corrientes Challenger Corrientes, Argentina $50,000 – Tierra batida – 32S/32Q/16D Cuadro de individuales – Cuadro de dobles              | Máximo González 3–6, 7–5, 6–4                                 | Diego Schwartzman                         | Facundo Argüello Facundo Bagnis        | Michael Linzer Gastão Elias Kimmer Coppejans Guido Pella                      |
| 12 de octubre | Corrientes Challenger Corrientes, Argentina $50,000 – Tierra batida – 32S/32Q/16D Cuadro de individuales – Cuadro de dobles              | Horacio Zeballos Julio Peralta 6–2, 6–3                       | Guillermo Durán Máximo González           | Facundo Argüello Facundo Bagnis        | Michael Linzer Gastão Elias Kimmer Coppejans Guido Pella                      |
| 12 de octubre | Ho Chi Minh City Challenger Ho Chi Minh City, Vietnam $50,000 – Dura – 32S/32Q/16D Cuadro de individuales – Cuadro de dobles             | Saketh Myneni 7–5, 6–3                                        | Jordan Thompson                           | Thomas Fabbiano Flavio Cipolla         | Marcel Granollers Tristan Lamasine Daniel Nguyen James Duckworh               |
| 12 de octubre | Ho Chi Minh City Challenger Ho Chi Minh City, Vietnam $50,000 – Dura – 32S/32Q/16D Cuadro de individuales – Cuadro de dobles             | Tristan Lamasine Nils Langer 1–6, 6–3, [10–8]                 | Saketh Myneni Sanam Singh                 | Thomas Fabbiano Flavio Cipolla         | Marcel Granollers Tristan Lamasine Daniel Nguyen James Duckworh               |
| 19 de octubre | Brest Challenger Brest, Francia €106,500 – Dura (i) – 32S/32Q/16D Cuadro de individuales – Cuadro de dobles                              | Ivan Dodig 7–5, 6–1                                           | Benoît Paire                              | Luca Vanni Édouard Roger-Vasselin      | David Guez Igor Sijsling Karen Jachánov Andrea Arnaboldi                      |
| 19 de octubre | Brest Challenger Brest, Francia €106,500 – Dura (i) – 32S/32Q/16D Cuadro de individuales – Cuadro de dobles                              | Wesley Koolhof Matwé Middelkoop 3–6, 6–4, [10–6]              | Ken Skupski Neal Skupski                  | Luca Vanni Édouard Roger-Vasselin      | David Guez Igor Sijsling Karen Jachánov Andrea Arnaboldi                      |
| 19 de octubre | Ningbo Challenger Ningbo, China $125,000 – Dura – 32S/32Q/16D Cuadro de individuales – Cuadro de dobles                                  | Lu Yen-hsun 7–6(7–3), 6–1                                     | Jürgen Zopp                               | Peter Gojowczyk Franko Škugor          | Thomas Fabbiano Jordan Thompson Daniel Masur James Duckworth                  |
| 19 de octubre | Ningbo Challenger Ningbo, China $125,000 – Dura – 32S/32Q/16D Cuadro de individuales – Cuadro de dobles                                  | Dudi Sela Amir Weintraub 6–3, 3–6, [10–6]                     | Nikola Mektić Franko Škugor               | Peter Gojowczyk Franko Škugor          | Thomas Fabbiano Jordan Thompson Daniel Masur James Duckworth                  |
| 19 de octubre | Las Vegas Challenger Las Vegas, Estados Unidos $50,000 – Dura – 32S/32Q/16D Cuadro de individuales – Cuadro de dobles                    | Thiemo de Bakker 3–6, 6–3, 6–1                                | Grega Žemlja                              | Dennis Novikov Blaž Kavčič             | Austin Krajicek Blaž Rola Michael Mmoh Jared Donaldson                        |
| 19 de octubre | Las Vegas Challenger Las Vegas, Estados Unidos $50,000 – Dura – 32S/32Q/16D Cuadro de individuales – Cuadro de dobles                    | Carsten Ball Dustin Brown 3–6, 6–3, [10–6]                    | Dean O'Brien Ruan Roelofse                | Dennis Novikov Blaž Kavčič             | Austin Krajicek Blaž Rola Michael Mmoh Jared Donaldson                        |
| 19 de octubre | Bangalore Challenger Bangalore, India $50,000 – Dura – 32S/32Q/16D Cuadro de individuales – Cuadro de dobles                             | James Ward 6–2, 7–5                                           | Adrián Menéndez-Maceiras                  | Saketh Myneni Daniel Nguyen            | Arthur De Greef Yannick Mertens Alessandro Bega Sanam Singh                   |
| 19 de octubre | Bangalore Challenger Bangalore, India $50,000 – Dura – 32S/32Q/16D Cuadro de individuales – Cuadro de dobles                             | Saketh Myneni Sanam Singh 5–7, 6–4, [10–2]                    | John Paul Fruttero Vijay Sundar Prashanth | Saketh Myneni Daniel Nguyen            | Arthur De Greef Yannick Mertens Alessandro Bega Sanam Singh                   |
| 19 de octubre | Movistar ATP Challenger Santiago, Chile $50,000 – Tierra batida – 32S/32Q/16D Cuadro de individuales – Cuadro de dobles                  | Rogério Dutra Silva 7–5, 3–6, 7–5                             | Horacio Zeballos                          | Máximo González Carlos Berlocq         | André Ghem João Souza Hans Podlipnik Gastão Elias                             |
| 19 de octubre | Movistar ATP Challenger Santiago, Chile $50,000 – Tierra batida – 32S/32Q/16D Cuadro de individuales – Cuadro de dobles                  | Guillermo Durán Máximo González 7–6(7–2), 7–5                 | Andrej Martin Hans Podlipnik              | Máximo González Carlos Berlocq         | André Ghem João Souza Hans Podlipnik Gastão Elias                             |
| 26 de octubre | Monterrey Challenger Monterrey, México $100,000 – Dura – 32S/32Q/16D Cuadro de individuales – Cuadro de dobles                           | Thiemo de Bakker 7–6(7–1), 4–6, 6–3                           | Víctor Estrella Burgos                    | Ernesto Escobedo Paolo Lorenzi         | Dennis Novikov Eduardo Struvay Taylor Harry Fritz Giovanni Lapentti           |
| 26 de octubre | Monterrey Challenger Monterrey, México $100,000 – Dura – 32S/32Q/16D Cuadro de individuales – Cuadro de dobles                           | Thiemo de Bakker Mark Vervoort Walkover                       | Paolo Lorenzi Fernando Romboli            | Ernesto Escobedo Paolo Lorenzi         | Dennis Novikov Eduardo Struvay Taylor Harry Fritz Giovanni Lapentti           |
| 26 de octubre | Suzhou Challenger Suzhou, China $75,000 – Dura – 32S/32Q/16D Cuadro de individuales – Cuadro de dobles                                   | Dudi Sela 6–1, 1–0, retiro                                    | Matija Pecotić                            | Bai Yan Thomas Fabbiano                | Hiroki Moriya Lee Duck-hee Jimmy Wang Nils Langer                             |
| 26 de octubre | Suzhou Challenger Suzhou, China $75,000 – Dura – 32S/32Q/16D Cuadro de individuales – Cuadro de dobles                                   | Lee Hsin-han Denís Molchanov 3–6, 7–6(7–5), [10–4]            | Gong Maoxin Peng Hsien-yin                | Bai Yan Thomas Fabbiano                | Hiroki Moriya Lee Duck-hee Jimmy Wang Nils Langer                             |
| 26 de octubre | Traralgon Challenger Traralgon, Australia $50,000 – Dura – 32S/32Q/16D Cuadro de individuales – Cuadro de dobles                         | Matthew Ebden 7–5, 6–3                                        | Jordan Thompson                           | Matthew Barton Brydan Klein            | Li Zhe Jose Statham Benjamin Mitchell Alex Bolt                               |
| 26 de octubre | Traralgon Challenger Traralgon, Australia $50,000 – Dura – 32S/32Q/16D Cuadro de individuales – Cuadro de dobles                         | Dayne Kelly Marinko Matosevic 7–5, 6–2                        | Omar Jasika Bradley Mousley               | Matthew Barton Brydan Klein            | Li Zhe Jose Statham Benjamin Mitchell Alex Bolt                               |
| 26 de octubre | Lima Challenger Lima, Perú $50,000 – Tierra batida – 32S/32Q/16D Cuadro de individuales – Cuadro de dobles                               | Gastão Elias 6–2, 7–6(7–4)                                    | Andrej Martin                             | José Hernández Guido Pella             | Emilio Gómez Alejandro González Rogério Dutra Silva Carlos Berlocq            |
| 26 de octubre | Lima Challenger Lima, Perú $50,000 – Tierra batida – 32S/32Q/16D Cuadro de individuales – Cuadro de dobles                               | Andrej Martin Hans Podlipnik 6–3, 6–4                         | Rogério Dutra Silva João Souza            | José Hernández Guido Pella             | Emilio Gómez Alejandro González Rogério Dutra Silva Carlos Berlocq            |
| 26 de octubre | Pune Challenger Pune, India $50,000 – Dura – 32S/32Q/16D Cuadro de individuales – Cuadro de dobles                                       | Yuki Bhambri 6–2, 7–6(7–4)                                    | Yevgueni Donskói                          | James Ward Aleksandr Kudriávtsev       | Chen Ti Ilia Ivashka Adrián Menéndez-Maceiras Vijay Sundar Prashanth          |
| 26 de octubre | Pune Challenger Pune, India $50,000 – Dura – 32S/32Q/16D Cuadro de individuales – Cuadro de dobles                                       | Gerard Granollers Adrián Menéndez-Maceiras 1–6, 6–3, [10–6]   | Maximilian Neuchrist Divij Sharan         | James Ward Aleksandr Kudriávtsev       | Chen Ti Ilia Ivashka Adrián Menéndez-Maceiras Vijay Sundar Prashanth          |

### Noviembre
| Semana de       | Torneo | Campeones                                                   | Finalista                          | Semifinal                                 | Cuarto de final                                                                 |
| --------------- | --- | ----------------------------------------------------------- | ---------------------------------- | ----------------------------------------- | ------------------------------------------------------------------------------- |
| 2 de noviembre  | Canberra Tennis International Canberra, Australia $50,000 – Dura – 32S/32Q/16D Cuadro de individuales – Cuadro de dobles                        | Benjamin Mitchell 5–7, 6–0, 6–1                             | Luke Saville                       | Robin Stanek Matt Reid                    | Marcos Giron Sebastian Fanselow Li Zhe Alex Bolt                                |
| 2 de noviembre  | Canberra Tennis International Canberra, Australia $50,000 – Dura – 32S/32Q/16D Cuadro de individuales – Cuadro de dobles                        | Alex Bolt Andrew Whittington 7–6(7–2), 6–3                  | Brydan Klein Dane Propoggia        | Robin Stanek Matt Reid                    | Marcos Giron Sebastian Fanselow Li Zhe Alex Bolt                                |
| 2 de noviembre  | Hua Hin Championships Hua Hin, Tailandia $125,000 – Dura – 32S/32Q/16D Cuadro de individuales – Cuadro de dobles                                | Yūichi Sugita 6–2, 1–6, 6–3                                 | Stéphane Robert                    | Jürgen Zopp Tatsuma Ito                   | Lu Yen-hsun Yoshihito Nishioka Nils Langer Hiroki Moriya                        |
| 2 de noviembre  | Hua Hin Championships Hua Hin, Tailandia $125,000 – Dura – 32S/32Q/16D Cuadro de individuales – Cuadro de dobles                                | Lee Hsin-han Lu Yen-hsun Walkover                           | Andre Begemann Purav Raja          | Jürgen Zopp Tatsuma Ito                   | Lu Yen-hsun Yoshihito Nishioka Nils Langer Hiroki Moriya                        |
| 2 de noviembre  | Bauer Watertechnology Cup Eckental, Alemania €35,000 – Carpet (i) – 32S/32Q/16D Cuadro de individuales – Cuadro de dobles                       | Mijaíl Yuzhny 7–5, 6–3                                      | Benjamin Becker                    | Ante Pavić Ruben Bemelmans                | Luca Vanni Márton Fucsovics Dustin Brown Aldin Šetkić                           |
| 2 de noviembre  | Bauer Watertechnology Cup Eckental, Alemania €35,000 – Carpet (i) – 32S/32Q/16D Cuadro de individuales – Cuadro de dobles                       | Ruben Bemelmans Philipp Petzschner 7–5, 6–2                 | Ken Skupski Neal Skupski           | Ante Pavić Ruben Bemelmans                | Luca Vanni Márton Fucsovics Dustin Brown Aldin Šetkić                           |
| 2 de noviembre  | Charlottesville Men's Pro Challenger Charlottesville, Estados Unidos $50,000 – Dura (i) – 32S/32Q/16D Cuadro de individuales – Cuadro de dobles | Noah Rubin 3–6, 7–6(9–7), 6–3                               | Tommy Paul                         | Dimitar Kutrovsky Henri Laaksonen         | Alex Kuznetsov Tim Smyczek Bjorn Fratangelo Stefan Kozlov                       |
| 2 de noviembre  | Charlottesville Men's Pro Challenger Charlottesville, Estados Unidos $50,000 – Dura (i) – 32S/32Q/16D Cuadro de individuales – Cuadro de dobles | Chase Buchanan Tennys Sandgren 3–6, 6–4, [10–5]             | Peter Polansky Adil Shamasdin      | Dimitar Kutrovsky Henri Laaksonen         | Alex Kuznetsov Tim Smyczek Bjorn Fratangelo Stefan Kozlov                       |
| 2 de noviembre  | Open Bogotá Bogotá, Colombia $50,000 – Tierra batida – 32S/32Q/16D Cuadro de individuales – Cuadro de dobles                                    | Eduardo Struvay 6–3, 4–6, 6–4                               | Paolo Lorenzi                      | Horacio Zeballos Alejandro Falla          | João Souza Cristian Rodríguez Hans Podlipnik Alejandro González                 |
| 2 de noviembre  | Open Bogotá Bogotá, Colombia $50,000 – Tierra batida – 32S/32Q/16D Cuadro de individuales – Cuadro de dobles                                    | Horacio Zeballos Julio Peralta 6–3, 6–4                     | Nicolás Barrientos Eduardo Struvay | Horacio Zeballos Alejandro Falla          | João Souza Cristian Rodríguez Hans Podlipnik Alejandro González                 |
| 2 de noviembre  | Challenger Ciudad de Guayaquil Guayaquil, Ecuador $50,000 – Tierra batida – 32S/32Q/16D Cuadro de individuales – Cuadro de dobles               | Gastão Elias 6–0, 6–4                                       | Diego Schwartzman                  | Marco Trungelliti Guido Pella             | Guido Andreozzi Nicolas Kicker Thiago Monteiro Facundo Bagnis                   |
| 2 de noviembre  | Challenger Ciudad de Guayaquil Guayaquil, Ecuador $50,000 – Tierra batida – 32S/32Q/16D Cuadro de individuales – Cuadro de dobles               | Guillermo Durán Andrés Molteni 6–3, 6–4                     | Gastão Elias Fabricio Neis         | Marco Trungelliti Guido Pella             | Guido Andreozzi Nicolas Kicker Thiago Monteiro Facundo Bagnis                   |
| 9 de noviembre  | Slovak Open Bratislava, Eslovaquia €85,000 – – 32S/32Q/16D Cuadro de individuales – Cuadro de dobles                                            | Egor Gerasimov 7–6(7–1), 7–6(7–5)                           | Lukáš Lacko                        | Marius Copil Iliá Marchenko               | Norbert Gombos Édouard Roger-Vasselin Alexey Vatutin Radek Štěpánek             |
| 9 de noviembre  | Slovak Open Bratislava, Eslovaquia €85,000 – – 32S/32Q/16D Cuadro de individuales – Cuadro de dobles                                            | Ilija Bozoljac Igor Zelenay 7–6(7–3), 4–6, [10–5]           | Ken Skupski Neal Skupski           | Marius Copil Iliá Marchenko               | Norbert Gombos Édouard Roger-Vasselin Alexey Vatutin Radek Štěpánek             |
| 9 de noviembre  | Knoxville Challenger Knoxville, Estados Unidos $50,000 – Dura (i) – 32S/32Q/16D Cuadro de individuales – Cuadro de dobles                       | Daniel Evans 5–7, 6–1, 6–3                                  | Frances Tiafoe                     | Dennis Novikov Jared Donaldson            | James Duckworth Tennys Sandgren Liam Broady Bjorn Fratangelo                    |
| 9 de noviembre  | Knoxville Challenger Knoxville, Estados Unidos $50,000 – Dura (i) – 32S/32Q/16D Cuadro de individuales – Cuadro de dobles                       | Johan Brunström Frederik Nielsen 6–1, 6–2                   | Sekou Bangoura Matt Seeberger      | Dennis Novikov Jared Donaldson            | James Duckworth Tennys Sandgren Liam Broady Bjorn Fratangelo                    |
| 9 de noviembre  | Kobe Challenger Kobe, Japón $50,000 – Dura (i) – 32S/32Q/16D Cuadro de individuales – Cuadro de dobles                                          | John Millman 6–1, 6–3                                       | Taro Daniel                        | Yoshihito Nishioka Konstantín Kravchuk    | Bai Yan Go Soeda Stéphane Robert Matthew Ebden                                  |
| 9 de noviembre  | Kobe Challenger Kobe, Japón $50,000 – Dura (i) – 32S/32Q/16D Cuadro de individuales – Cuadro de dobles                                          | Sanchai Ratiwatana Sonchat Ratiwatana 6–4, 2–6, [11–9]      | Chen Ti Franko Škugor              | Yoshihito Nishioka Konstantín Kravchuk    | Bai Yan Go Soeda Stéphane Robert Matthew Ebden                                  |
| 9 de noviembre  | Internationaux de Tennis de Vendée Mouilleron-le-Captif, Francia €64,000 – Dura (i) – 32S/32Q/16D Cuadro de individuales – Cuadro de dobles     | Benoît Paire 6–4, 1–6, 7–6(9–7)                             | Lucas Pouille                      | Paul-Henri Mathieu Adrian Mannarino       | Marcel Granollers Teimuraz Gabashvili Sergui Stajovski Karen Jachánov           |
| 9 de noviembre  | Internationaux de Tennis de Vendée Mouilleron-le-Captif, Francia €64,000 – Dura (i) – 32S/32Q/16D Cuadro de individuales – Cuadro de dobles     | Sander Arends Adam Majchrowicz 6–3, 5–7, [10–8]             | Aliaksandr Bury Andreas Siljeström | Paul-Henri Mathieu Adrian Mannarino       | Marcel Granollers Teimuraz Gabashvili Sergui Stajovski Karen Jachánov           |
| 9 de noviembre  | Sparkassen ATP Challenger Ortisei, Italia €64,000 – Dura (i) – 32S/32Q/16D Cuadro de individuales – Cuadro de dobles                            | Ričardas Berankis 7–6(7–3), 6–4                             | Rajeev Ram                         | Laslo Djere Yevgueni Donskói              | Mirza Bašić Aldin Šetkić Luca Vanni Márton Fucsovics                            |
| 9 de noviembre  | Sparkassen ATP Challenger Ortisei, Italia €64,000 – Dura (i) – 32S/32Q/16D Cuadro de individuales – Cuadro de dobles                            | Maximilian Neuchrist Tristan-Samuel Weissborn 7–6(9–7), 6–3 | Nikola Mektić Antonio Šančić       | Laslo Djere Yevgueni Donskói              | Mirza Bašić Aldin Šetkić Luca Vanni Márton Fucsovics                            |
| 9 de noviembre  | Challenger de Buenos Aires Buenos Aires, Argentina $50,000 – Tierra batida – 32S/32Q/16D Cuadro de individuales – Cuadro de dobles              | Kyle Edmund 6–0, 6–4                                        | Carlos Berlocq                     | Horacio Zeballos Christian Garin          | Hans Podlipnik Guilherme Clezar Guido Andreozzi Máximo González                 |
| 9 de noviembre  | Challenger de Buenos Aires Buenos Aires, Argentina $50,000 – Tierra batida – 32S/32Q/16D Cuadro de individuales – Cuadro de dobles              | Julio Peralta Horacio Zeballos 6–2, 7–5                     | Guido Andreozzi Lucas Arnold Ker   | Horacio Zeballos Christian Garin          | Hans Podlipnik Guilherme Clezar Guido Andreozzi Máximo González                 |
| 16 de noviembre | Keio Challenger Yokohama, Japón $50,000 – Dura – 32S/32Q/16D Cuadro de individuales – Cuadro de dobles                                          | Taro Daniel 4–6, 6–3, 6–3                                   | Go Soeda                           | Tatsuma Ito Matthew Ebden                 | Aleksandr Kudriávtsev Jordan Thompson Yoshihito Nishioka Yūichi Sugita          |
| 16 de noviembre | Keio Challenger Yokohama, Japón $50,000 – Dura – 32S/32Q/16D Cuadro de individuales – Cuadro de dobles                                          | Sanchai Ratiwatana Sonchat Ratiwatana 6–4, 6–4              | Riccardo Ghedin Yi Chu-huan        | Tatsuma Ito Matthew Ebden                 | Aleksandr Kudriávtsev Jordan Thompson Yoshihito Nishioka Yūichi Sugita          |
| 16 de noviembre | Uruguay Open Montevideo, Uruguay $50,000 – Tierra batida – 32S/32Q/16D Cuadro de individuales – Cuadro de dobles                                | Guido Pella 7–5, 2–6, 6–4                                   | Íñigo Cervantes                    | Pablo Cuevas Diego Schwartzman            | Carlos Berlocq Christian Garin Andrej Martin Horacio Zeballos                   |
| 16 de noviembre | Uruguay Open Montevideo, Uruguay $50,000 – Tierra batida – 32S/32Q/16D Cuadro de individuales – Cuadro de dobles                                | Andrej Martin Hans Podlipnik 6–4, 3–6, [10–6]               | Marcelo Demoliner Gastão Elias     | Pablo Cuevas Diego Schwartzman            | Carlos Berlocq Christian Garin Andrej Martin Horacio Zeballos                   |
| 16 de noviembre | JSM Challenger of Champaign–Urbana Champaign, Estados Unidos $50,000 – Dura (i) – 32S/32Q/16D Cuadro de individuales – Cuadro de dobles         | Henri Laaksonen 4–6, 6–2, 6–2                               | Taylor Harry Fritz                 | Mackenzie McDonald Tierra batida Thompson | Malek Jaziri Mitchell Krueger Eric Quigley Austin Krajicek                      |
| 16 de noviembre | JSM Challenger of Champaign–Urbana Champaign, Estados Unidos $50,000 – Dura (i) – 32S/32Q/16D Cuadro de individuales – Cuadro de dobles         | David O'Hare Joe Salisbury 6–1, 6–4                         | Austin Krajicek Nicholas Monroe    | Mackenzie McDonald Tierra batida Thompson | Malek Jaziri Mitchell Krueger Eric Quigley Austin Krajicek                      |
| 16 de noviembre | Trofeo Città di Brescia Brescia, Italia €42,500 – Dura (i) – 32S/32Q/16D Cuadro de individuales – Cuadro de dobles                              | Igor Sijsling 6–4, 6–4                                      | Mirza Bašić                        | Luca Vanni Dustin Brown                   | Farrukh Dustov Norbert Gombos Iliá Marchenko Marco Chiudinelli                  |
| 16 de noviembre | Trofeo Città di Brescia Brescia, Italia €42,500 – Dura (i) – 32S/32Q/16D Cuadro de individuales – Cuadro de dobles                              | Ilija Bozoljac Igor Zelenay 6–0, 6–3                        | Mirza Bašić Nikola Mektić          | Luca Vanni Dustin Brown                   | Farrukh Dustov Norbert Gombos Iliá Marchenko Marco Chiudinelli                  |
| 23 de noviembre | ATP Challenger Tour Finals São Paulo, Brasil $220,000+H – Tierra batida (i) – 8S Cuadro de individuales                                         | Íñigo Cervantes 6–2, 3–6, 7–6(7–4)                          | Daniel Muñoz de la Nava            | Guilherme Clezar Guido Pella              | Perdedores Round Robin Paolo Lorenzi Farrukh Dustov Marco Cecchinato Radu Albot |
| 23 de noviembre | Dunlop World Challenge Toyota, Japón $40,000 – Carpet (i) – 32S/32Q/16D Cuadro de individuales – Cuadro de dobles                               | Yoshihito Nishioka 6–3, 6–4                                 | Aleksandr Kudriávtsev              | Konstantín Kravchuk Yūichi Sugita         | Sho Katayama Tucker Vorster Jason Jung Tatsuma Ito                              |
| 23 de noviembre | Dunlop World Challenge Toyota, Japón $40,000 – Carpet (i) – 32S/32Q/16D Cuadro de individuales – Cuadro de dobles                               | Brydan Klein Matt Reid 6-2, 7-6(7-3)                        | Riccardo Ghedin Yi Chu-huan        | Konstantín Kravchuk Yūichi Sugita         | Sho Katayama Tucker Vorster Jason Jung Tatsuma Ito                              |
| 23 de noviembre | Internazionali di Tennis Castel del Monte Andria, Italia €42,500 – Dura (i) – 32S/32Q/16D Cuadro de individuales – Cuadro de dobles             | Ivan Dodig 6–2, 6–1                                         | Michael Berrer                     | Dudi Sela Egor Gerasimov                  | Jan Šátral Luca Vanni Roberto Marcora Iliá Marchenko                            |
| 23 de noviembre | Internazionali di Tennis Castel del Monte Andria, Italia €42,500 – Dura (i) – 32S/32Q/16D Cuadro de individuales – Cuadro de dobles             | Marco Chiudinelli Frank Moser 7-6(7-5), 7-5                 | Carsten Ball Dustin Brown          | Dudi Sela Egor Gerasimov                  | Jan Šátral Luca Vanni Roberto Marcora Iliá Marchenko                            |